# Giáo hoàng
Giáo hoàng (tiếng Latinh: papa, n.đ. 'người cha', tiếng Hy Lạp: πάππας, đã Latinh hoá: pappas) là vị giám mục của Giáo phận Rôma, lãnh đạo tinh thần của Giáo hội Công giáo toàn thế giới. Theo quan điểm của Giáo hội Công giáo, giáo hoàng là người kế vị Thánh Phêrô - tông đồ trưởng của Chúa Giêsu, với vai trò là người giữ chìa khóa thiên đàng, là "tảng đá" để xây dựng nên giáo hội. Giáo hoàng hiện tại là Lêô XIV, ông được bầu vào ngày 8 tháng 5 năm 2025.
Thời gian tại vị của một giáo hoàng được gọi là "triều đại giáo hoàng", và thẩm quyền của tòa giám mục Rôma được gọi là Tòa Thánh (tiếng Latinh: Sancta Sedes), từ tiếng Latinh cho chiếc ghế hay ngai tòa của Thánh Phêrô trên cương vị là Giám mục Rôma. Tòa Thánh là thực thể có chủ quyền theo luật quốc tế mà nay đặt trụ sở tại Thành Vatican, một thành bang độc lập nằm trong lòng thành phố Roma của nước Ý. Như vậy Giáo hoàng cũng là nguyên thủ quốc gia của Thành Vatican.
Thể chế Giáo hoàng là một trong những cách tổ chức lâu đời nhất trên thế giới và đã đóng một phần nổi bật trong lịch sử nhân loại. Các Giáo hoàng đã giúp Kitô giáo được truyền đi khắp nơi và giải quyết các tranh chấp về giáo lý khác nhau. Thời Trung Cổ, họ có vị trí quan trọng trên chính trường Tây Âu vì thường đóng vai trò là trọng tài phán quyết giữa các quốc gia Kitô giáo. Ngày nay, Giáo hoàng đã không còn nhiều quyền lực đối với các nhà nước thế tục, ông chỉ có thẩm quyền chính thức trong các vấn đề tôn giáo, ngoại trừ việc ông là người đứng đầu Thành Quốc Vatican.

## Từ nguyên

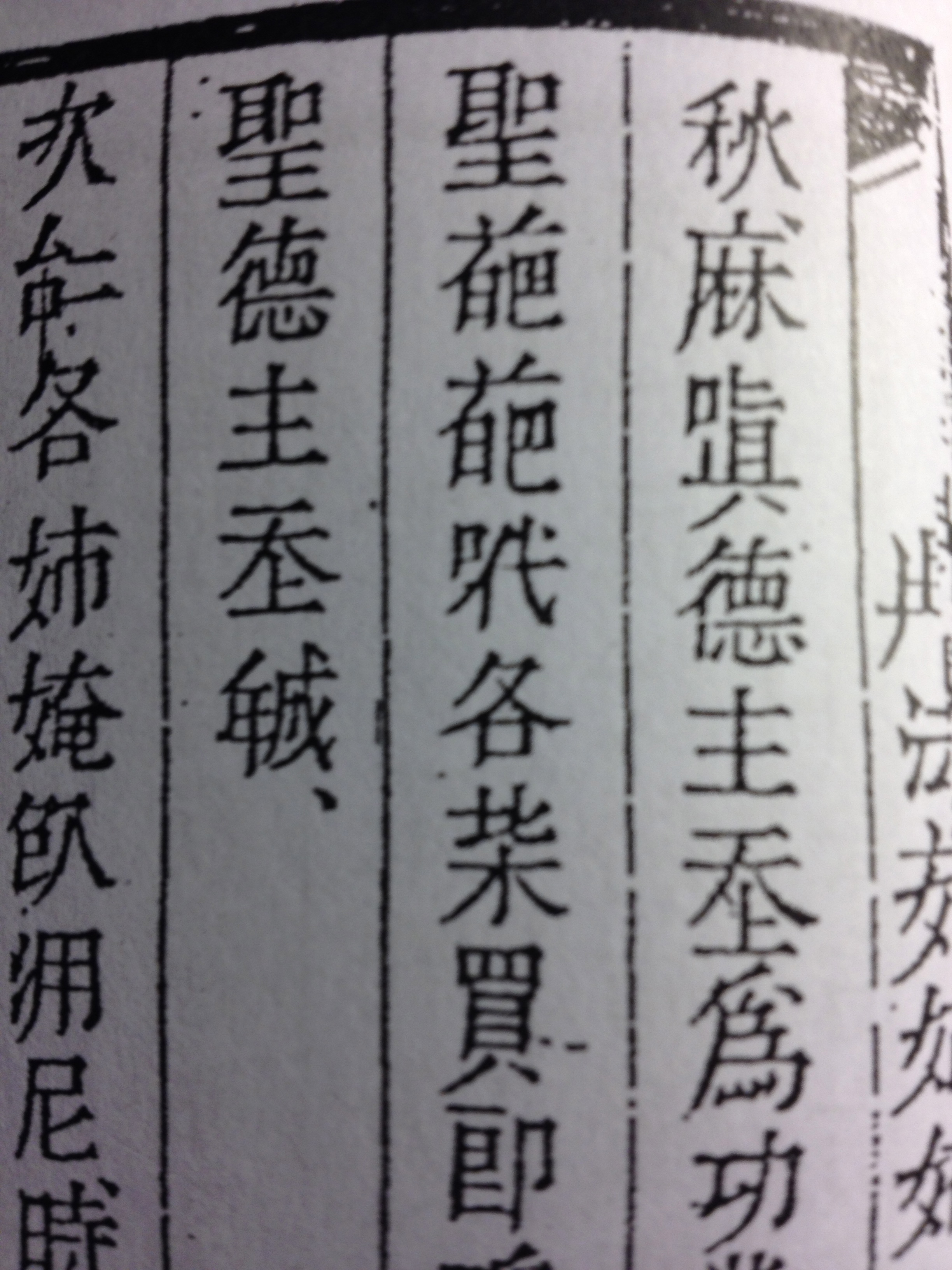
Bản in chữ Nôm 1869 với ba chữ thánh Pha Pha (vị trí đầu tiên của cột thứ 3 từ trái sang).

Chữ pope trong tiếng Anh xuất phát từ chữ papa trong tiếng Latinh. Đây lại là từ có gốc tiếng Hy Lạp πάππας (páppas), vốn để gọi người cha trong gia đình một cách kính mến, sau được dùng để đề cập tới giám mục hoặc thượng phụ. Từ đầu thế kỷ thứ 3, danh hiệu này nhìn chung được dành cho tất cả các giám mục. Ghi chép sớm nhất dùng danh hiệu páppas theo nghĩa thượng phụ là việc đề cập tới vị Thượng phụ thành Alexandria, Heraclas trong một bức thư khoảng giữa thế kỷ thứ 3. Còn Giám mục Roma đầu tiên được gọi bằng danh hiệu papa là Giáo hoàng Marcellinô.
Ngày nay, các Giáo hội Chính thống giáo Hy Lạp, Nga và Serbia vẫn dùng cách gọi như thế cho các giám mục và cả linh mục, tuy nhiên, Giáo hội Công giáo Rôma chỉ sử dụng từ ngữ này dành cho vị Giám mục Rôma. Lịch sử Giáo hội Công giáo ghi nhận, Giáo hoàng Grêgôriô VII (1073-1085) là người đã chính thức giới hạn việc dùng từ "papa".
Từ "Giáo hoàng" trong tiếng Việt thực ra không dịch sát từ gốc Latinh, nó được dịch cách cảm quan để gọi một vị lãnh đạo tinh thần có quyền lực như một vị vua. Gần đây có ý kiến đề xuất trở lại dùng cách gọi Giáo tông (chữ Hán: 教宗). Thông thường, các giáo hữu Công giáo Việt Nam hay sử dụng danh xưng Đức Giáo hoàng hoặc Đức thánh cha để thể hiện sự tôn kính.
Trước thế kỷ 20 từ điển tiếng Việt còn dùng Đức Giáo tông và Đại phụ Thánh hội tông để chỉ Giáo hoàng. Sách chữ Nôm thì dùng Đức thánh Pha Pha.

## Sắp xếp theo nhóm thời đại
Giáo hội Công giáo chia danh sách các Giáo hoàng theo thời đại chứ không theo niên đại hay thế kỷ, ứng với những sự kiện quan trọng trong lịch sử giáo hội.
- Thời đại Thánh Kinh (từ năm 30 đến 100 CN): gồm năm vị Giáo hoàng (thời gian trị vì trong ngoặc):

1. Thánh Phêrô (32-67).
2. Thánh Linô (67-76).
3. Thánh Anaclêtô (76-88).
4. Thánh Clêmentê (88-97).
5. Thánh Êvaristô (97-105).

- Thời đại các Giáo phụ (từ năm 100 đến năm 600): Giáo phụ là những tổ phụ rất thông thái và thánh thiện, đã trình bày những giảng dạy của Kitô Giáo và diễn giải Thánh Kinh cho toàn thể giáo hội. Thời đại này gồm 59 Giáo hoàng, từ vị thứ 6 (Alexander I) đến vị thứ 64 (Grêgôriô I).
- Thời đại Trung Cổ (từ năm 600 đến năm 1548): Hai sự kiện lớn nằm trong thời đại này là Ly giáo Đông - Tây và Cải cách Kháng cách. Thời đại này có tất cả là 163 Giáo hoàng, từ vị thứ 65 đến vị thứ 219.
- Thời đại Công đồng Trent (từ năm 1548 đến năm 1958): Đây là thời kỳ của việc củng cố lại và đem ra thi hành các học thuyết, được bắt đầu bằng Công Đồng Trent (từ 1548 đến 1570). Thời đại này có tất cả là 41 Giáo hoàng, từ vị thứ 220 đến vị thứ 260.
- Thời đại Công đồng Vatican II (từ năm 1958 đến nay): Thời kỳ này có 6 Giáo hoàng, từ vị thứ 261 đến vị thứ 266:

1. Giáo hoàng Gioan XXIII (từ năm 1958 đến 1963).
2. Giáo hoàng Phaolô VI (từ năm 1963 đến 1978).
3. Giáo hoàng Gioan Phaolô I (33 ngày năm 1978).
4. Giáo hoàng Gioan Phaolô II (từ năm 1978 đến 2005).
5. Giáo hoàng Biển Đức XVI (từ năm 2005 đến 2013).
6. Giáo hoàng Phanxicô (từ năm 2013 đến 2025).
7. Giáo hoàng Lêô XIV (từ năm 2025).

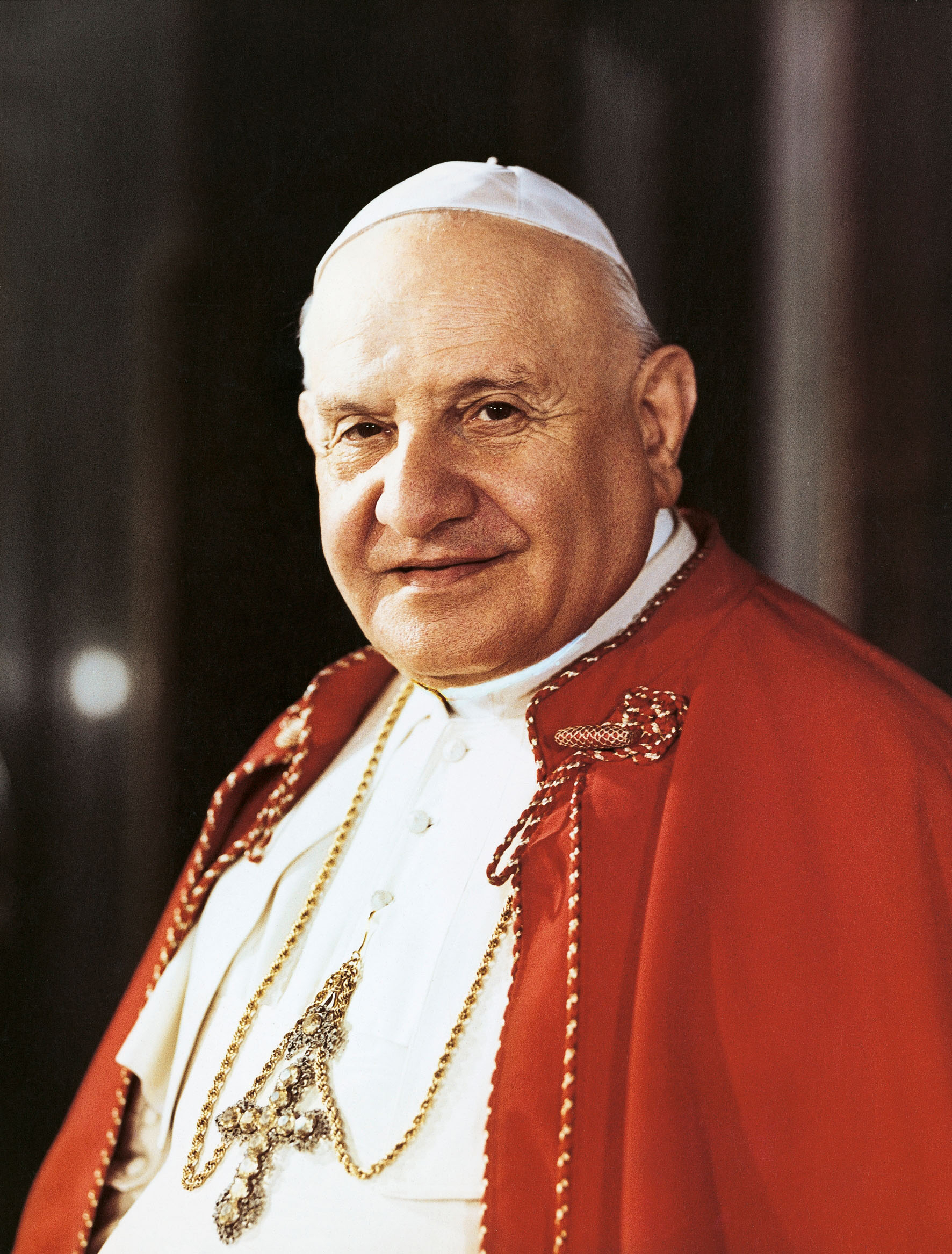
Giáo hoàng Gioan XXIII
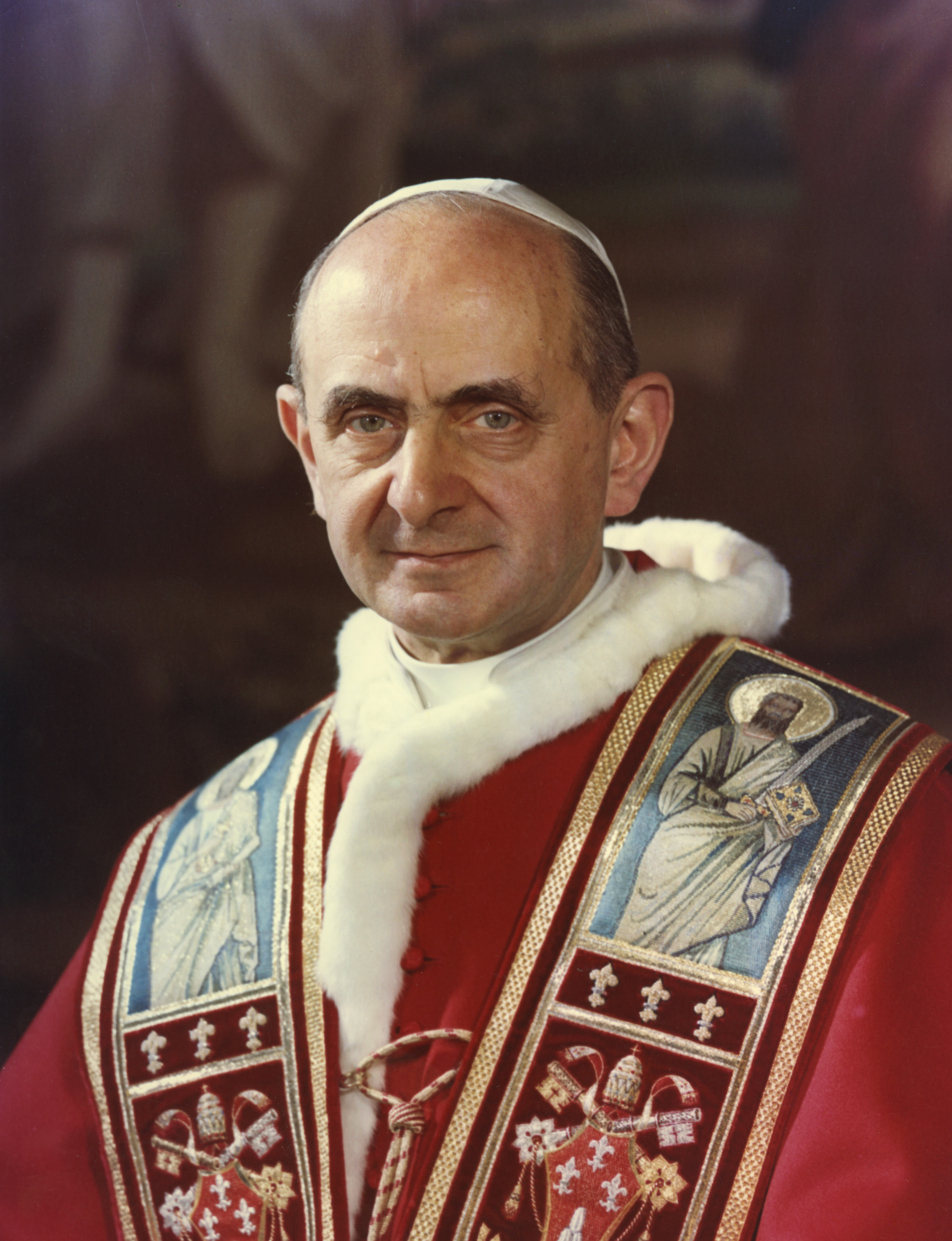
Giáo hoàng Phaolô VI
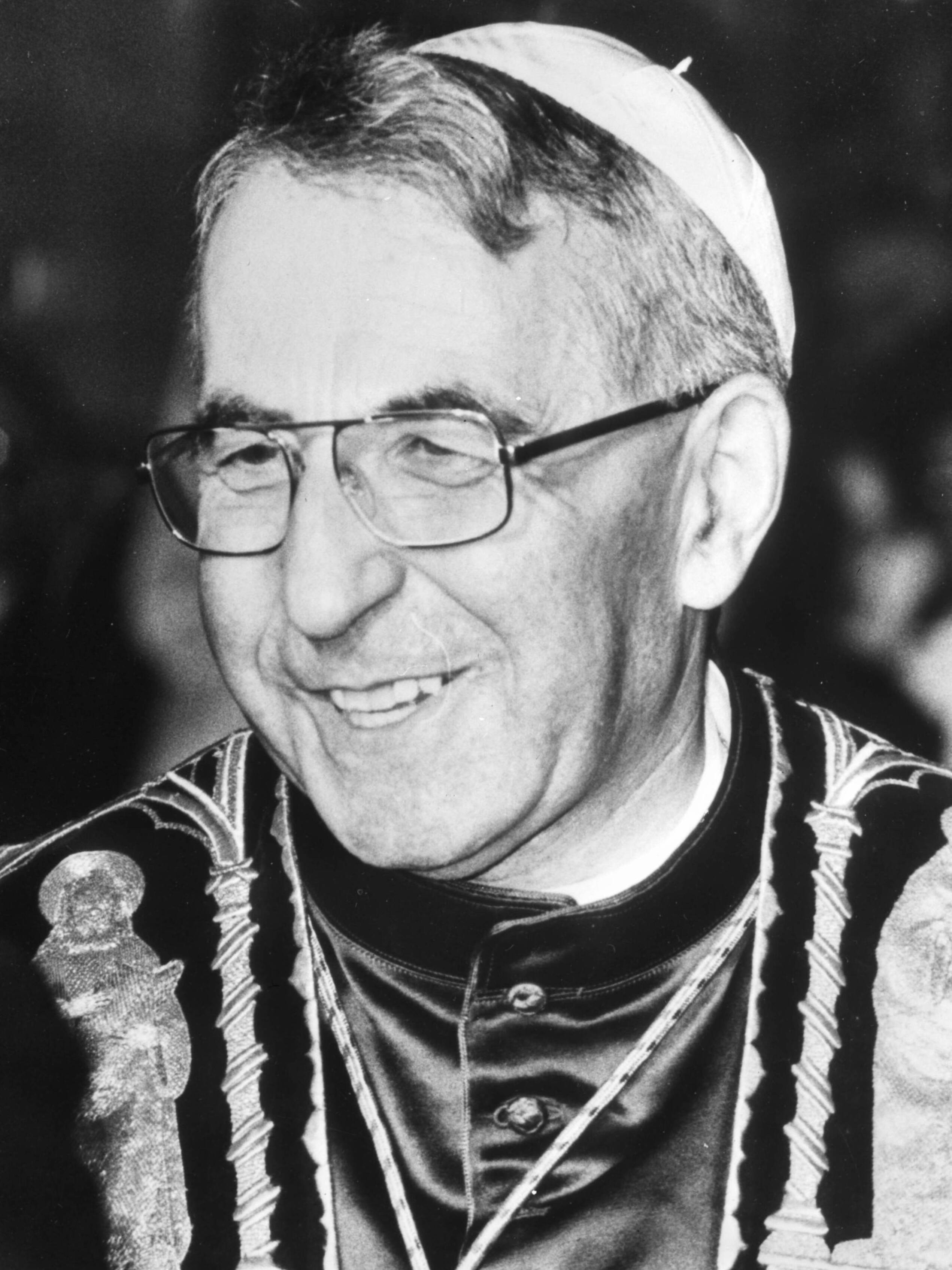
Giáo hoàng Gioan Phaolô I
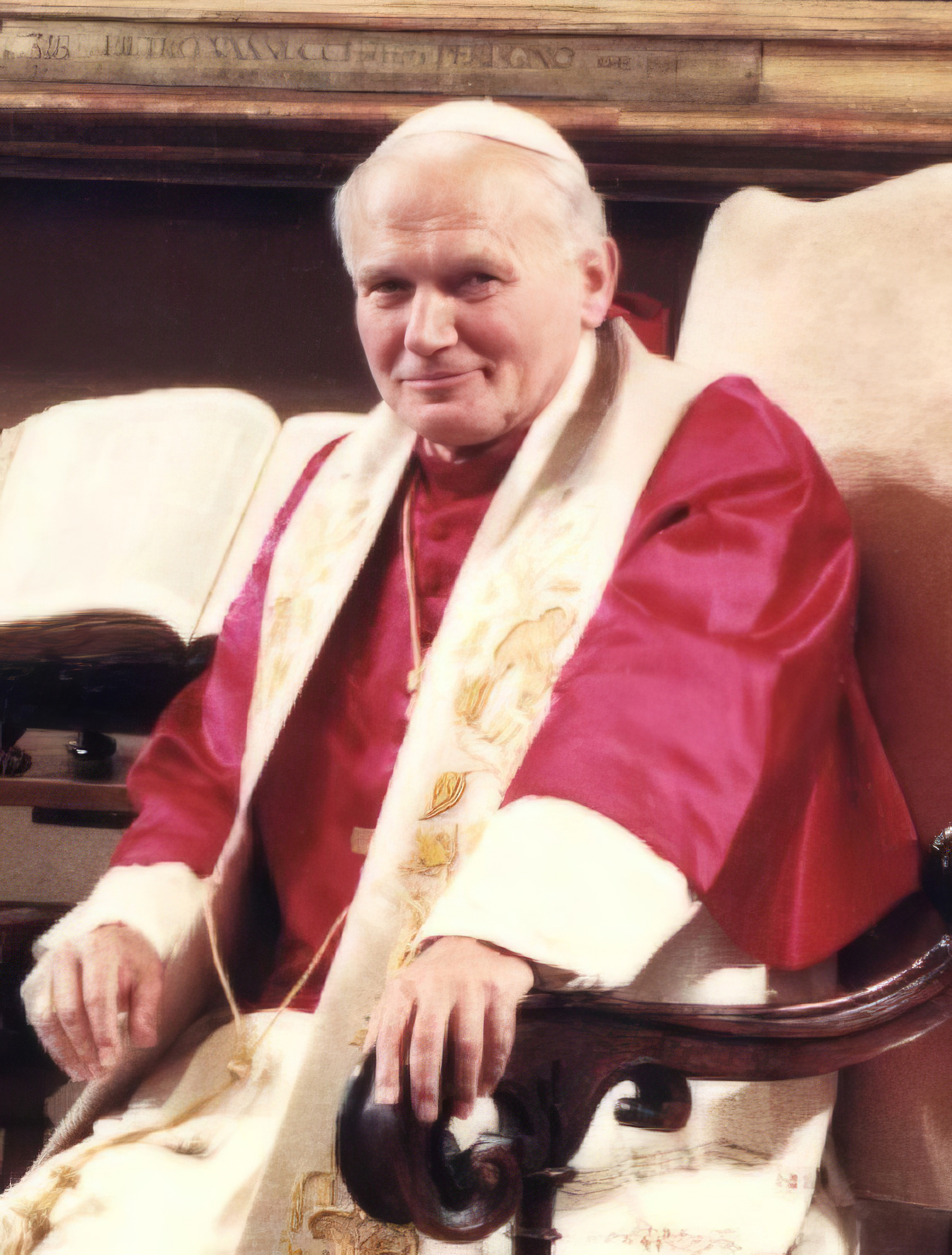
Giáo hoàng Gioan Phaolô II
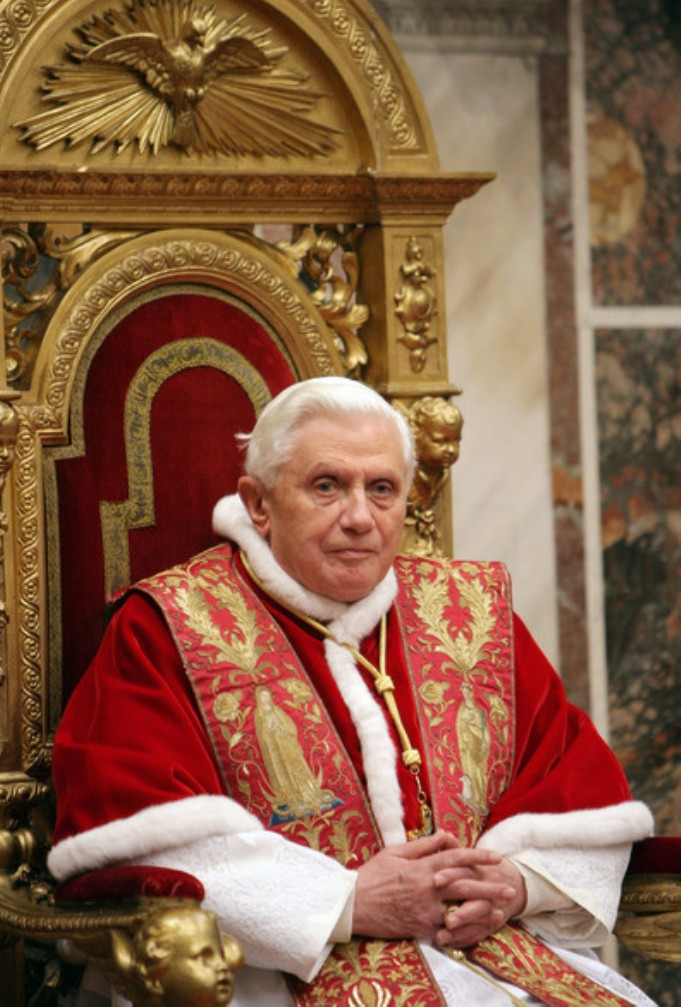
Giáo hoàng Biển Đức XVI
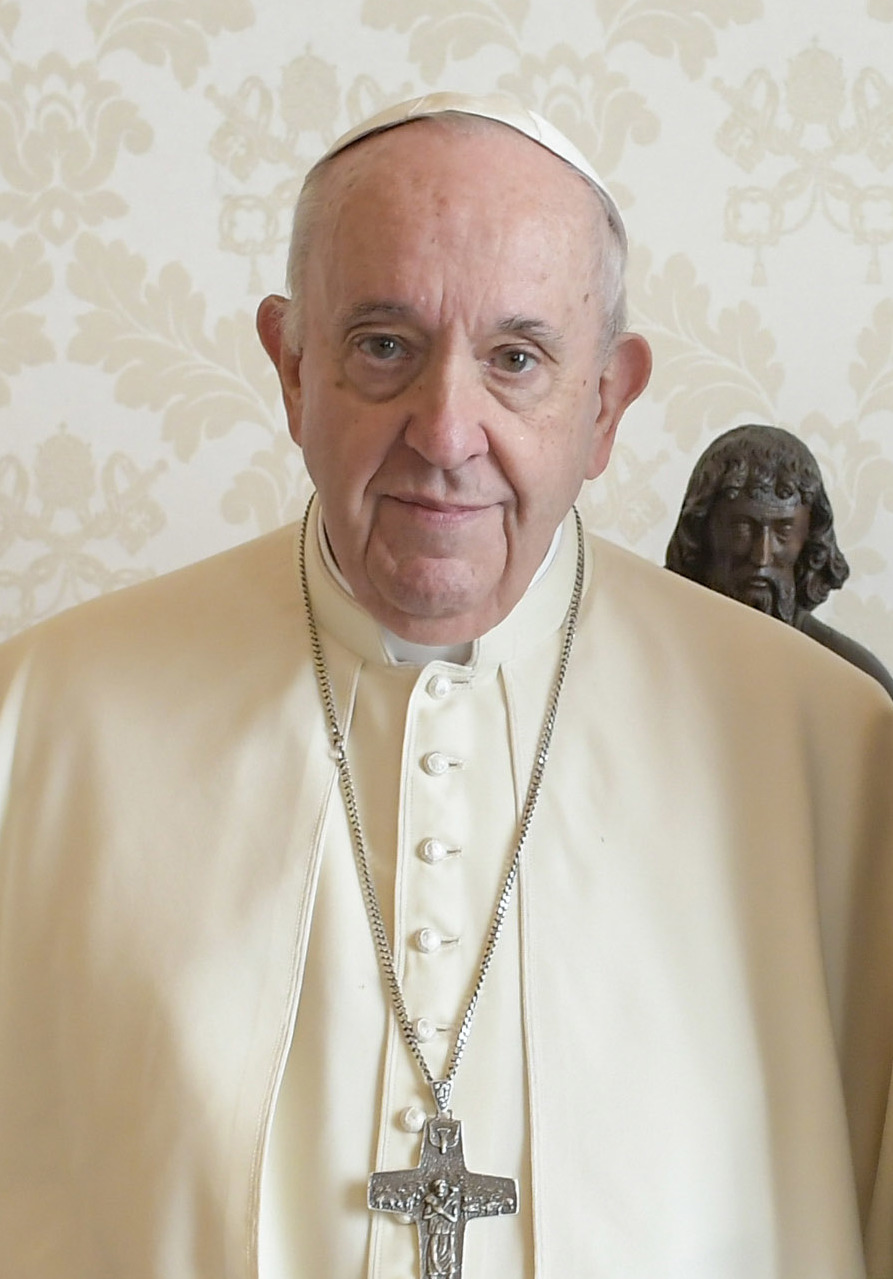
Giáo hoàng Phanxicô
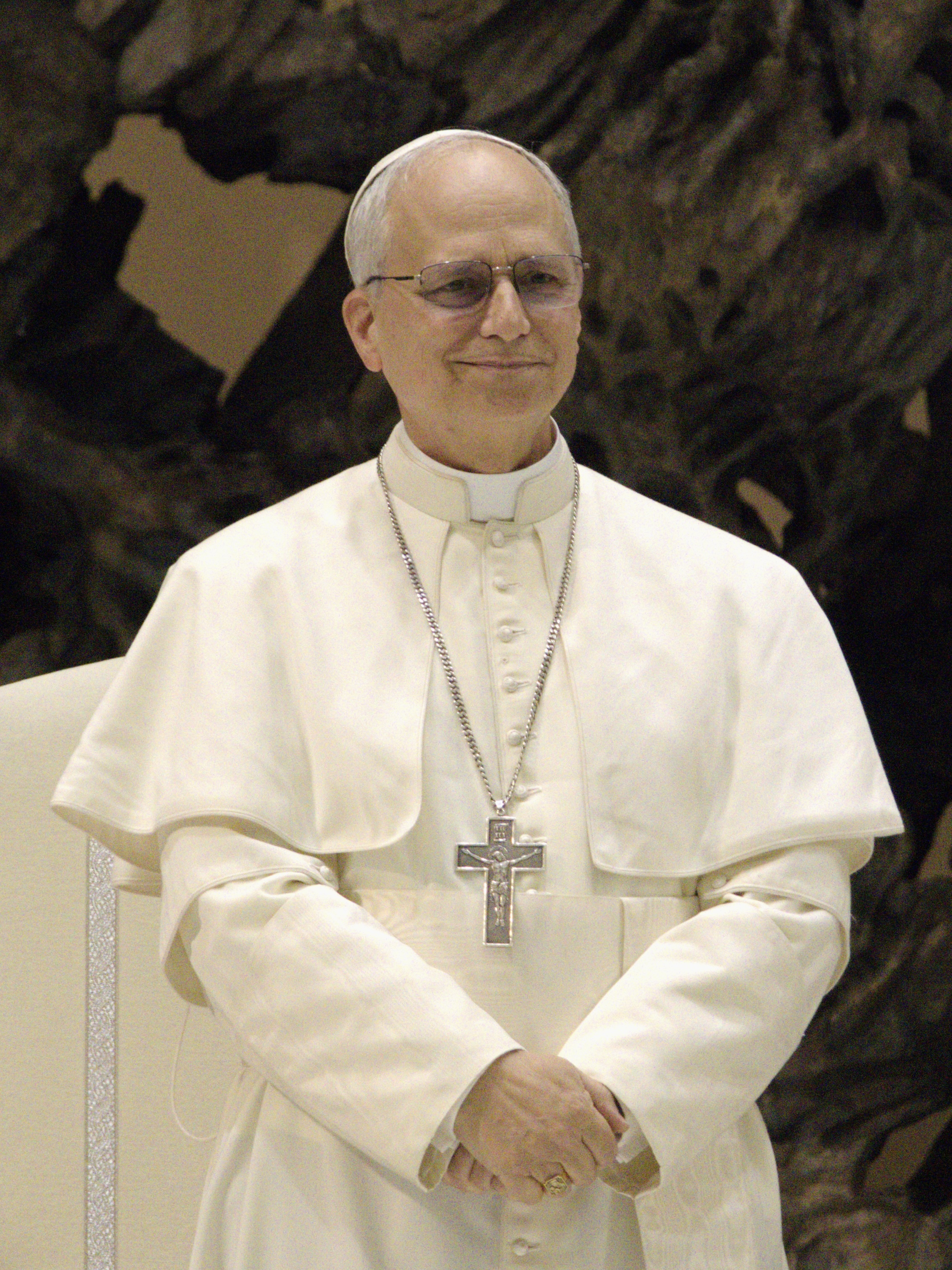
Giáo hoàng Lêô XIV

## Ảnh hưởng

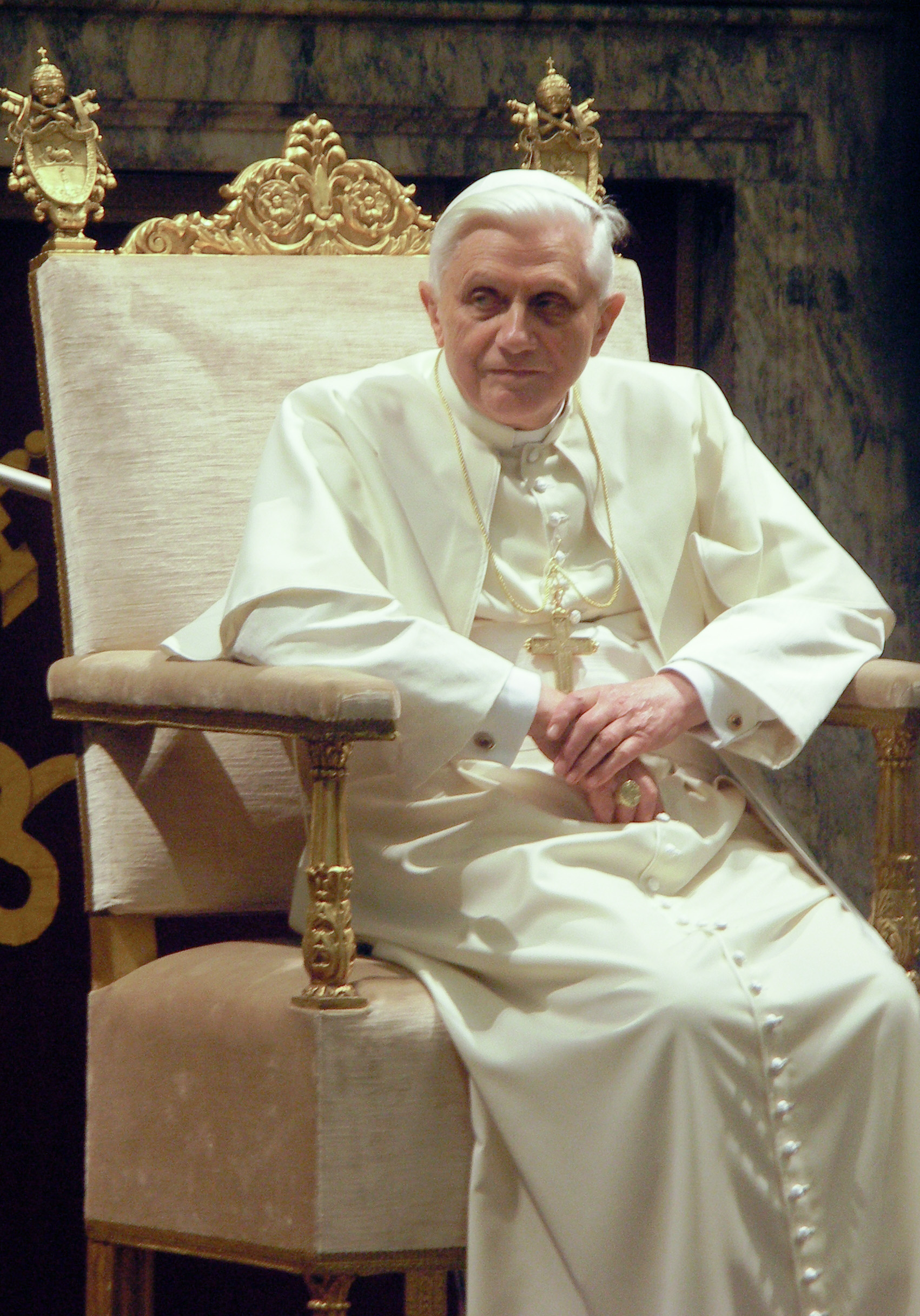
Giáo hoàng Biển Đức XVI tại một buổi tiếp kiến riêng ngày 20 tháng 1 năm 2006 ở Vatican.

Là vị Vua chuyên chế duy nhất trên thế giới ngày nay, Giáo hoàng là người được bảo vệ bởi pháp luật của Liên Hợp Quốc và các công ước quốc tế, đó là không một tòa án nào trên thế giới được xét xử Giáo hoàng một khi ông không muốn (không cho phép). Theo Giáo hội Công giáo Rôma, Giáo hoàng là người kế vị Thánh Phêrô và là người đại diện Thiên Chúa ở trần gian, Giáo hoàng có quyền tối thượng đối với Giáo hội Công giáo Rôma của mình trên khắp thế giới; là vị chủ chăn, người Cha tinh thần của toàn bộ hơn 1,3 tỉ người Công giáo Rôma.
Chỉ có duy nhất Giáo hoàng mới có quyền bổ nhiệm các Giám mục ở mọi giáo phận trên thế giới.
Giáo hoàng được bầu bởi Mật nghị Hồng y (conclave) sau khi vị Giáo hoàng đương nhiệm qua đời hoặc từ nhiệm. Ngày nay, có lẽ Giáo hoàng là người có vị thế nhất trên Trái Đất, tiếng nói của Giáo hoàng cũng là tiếng nói có uy lực. Quyền lực của Giáo hoàng và Tòa Thánh Vatican, bất chấp diện tích nhỏ bé nhất địa cầu của đất nước và nền kinh tế phi thương mại duy nhất trên hành tinh, đã thâu tóm ảnh hưởng thế giới trên nhiều bình diện từ trong lịch sử xa xưa của loài người cho đến kỷ nguyên hiện đại hôm nay nhờ vào vô số những đóng góp vĩ đại xuất phát từ Giáo hội Công giáo cũng như các thành viên của họ cho nhân loại mà con người ngày nay đang thụ hưởng.
Giáo hoàng luôn được xếp trong danh sách những người có quyền lực và ảnh hưởng nhất hành tinh do các tạp chí danh tiếng thế giới như TIME, Forbes bình chọn. Giáo hoàng luôn nằm trong danh sách vì thỏa mãn đủ cả bốn tiêu chí căn bản của việc bình chọn, đó là, người có ảnh hưởng tới rất nhiều người; người kiểm soát một nguồn tài chính lớn; người có quyền lực lớn ở nhiều lĩnh vực khác nhau; và, người thực sự dùng quyền lực đó để thi hành chức vụ mình đảm nhiệm. Một trong những vị Giáo hoàng thời hiện đại, Thánh Giáo hoàng Gioan Phaolô II, được TIME bình chọn là một trong bốn người có ảnh hưởng lớn nhất với nhân loại của thế kỷ 20 và cả những năm đầu thế kỷ 21.

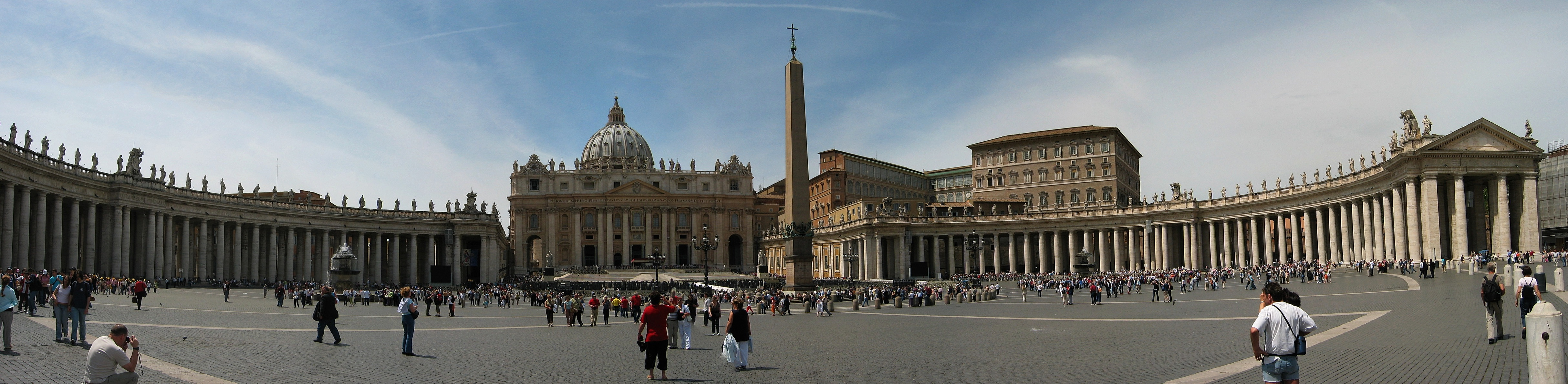
Tòa Thánh Vatican nhìn từ Quảng trường St. Peter's, nơi thu hút hàng chục triệu khách du lịch và người hành hương mỗi năm, là kinh đô của Giáo hội Công giáo Rôma, là nơi cư ngụ và biểu trưng quyền lực vươn ra thế giới của Tòa Thánh và các vị Giáo hoàng

Chính nhờ những cống hiến của Giáo hội Công giáo, đứng đầu là Giáo hoàng, cho nhân loại mà góp phần làm tăng thêm quyền lực thực sự cũng như các quyền lực mềm và quyền lực tinh thần cho Giáo hoàng, trong đó tiêu biểu như:
- Giáo hội Công giáo đã đặt tiền đề cho các ngành khoa học căn bản là: thiên văn học, khoa học vũ trụ, sinh học, di truyền học, hình học, đại số, toán học, khoa học địa lý và ngành bản đồ học, các ngành khoa học tự nhiên nghiên cứu về thiên nhiên và Trái Đất, v.v. qua những nhà bác học lỗi lạc của Giáo hội như Linh mục Gregor Mendel, cha đẻ của ngành di truyền học hiện đại, người đề ra định luật Mendel và các nguyên tắc phân ly độc lập, di truyền giống, biến đổi gen; nhà bác học đa tài Nicolaus Copernicus; nhà bác học Blaise Pascal; nhà bác học Linh mục Matteo Ricci [30][31]; v.v.

- Giáo hội Công giáo hình thành hai ngành khoa học cơ bản là triết học và thần học vào buổi bình minh của lịch sử, đặt nền tảng cho các lý luận của con người tới tận ngày nay nhằm giải quyết các vấn đề của bản thể luận, nhận thức luận, tôn giáo, đức tin và linh hồn.[19][20][32][33]
- Giáo hội Công giáo giúp hình thành và phát triển nền nghệ thuật, âm nhạc và kiến trúc phương Tây với các nhà soạn nhạc vĩ đại như Beethoven, Mozart, Bach, các họa sĩ và kiến trúc sư lừng danh mọi thời đại như Michelangelo, Bernini, Raphael, Caravaggio, Antoni Gaudí, Leonardo da Vinci, v.v.

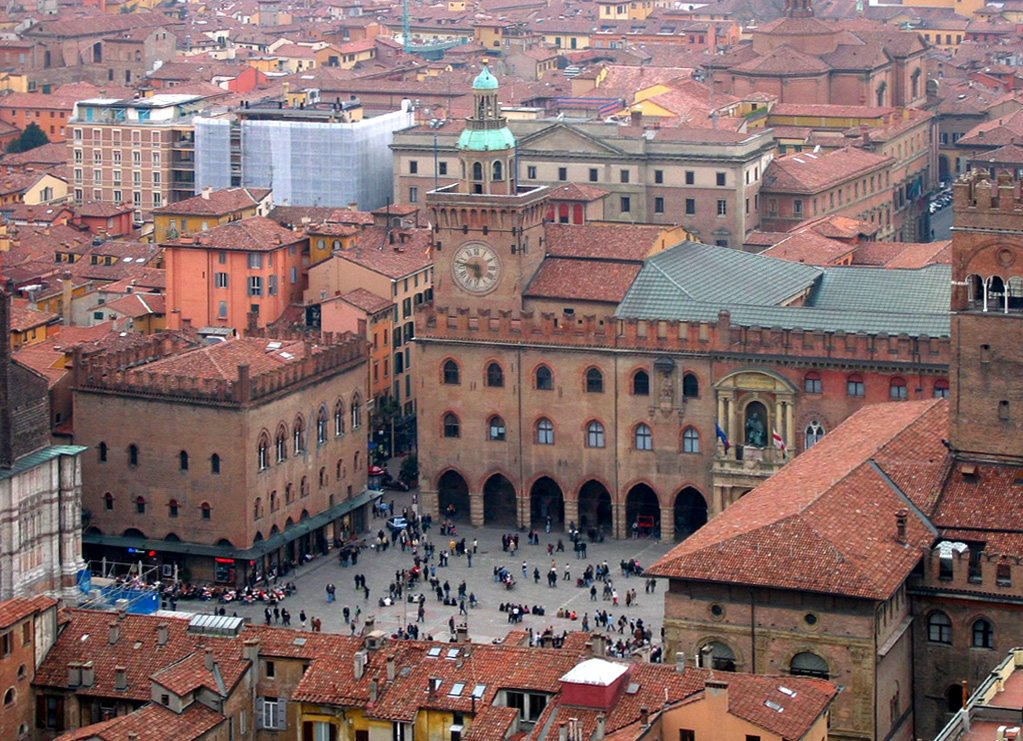
Bologna, trường Đại học đầu tiên trên thế giới, được thành lập bởi sắc chỉ của Giáo hoàng Urban II năm 1088, và vẫn hoạt động cho đến ngày nay.

- Giáo hội Công giáo sở hữu và điều hành hơn 1/4 (26%) số bệnh viện và cơ sở chăm sóc y tế trên toàn thế giới, nhiều hơn bất kỳ quốc gia, tổ chức hay định chế nào, bao gồm: hơn 117.000 cơ sở chăm sóc y tế; 5.428 bệnh viện lớn; 18.025 phòng khám đa khoa và chuyên khoa; 15.985 trại tế bần, viện dưỡng lão, trung tâm chăm sóc người tàn tật; 9.962 cô nhi viện; 11.902 trường đào tạo y bác sĩ; 13.945 trung tâm tư vấn hôn nhân gia đình; 529 trung tâm chăm sóc người phong cùi, hủi; hơn 18.000 xưởng sản xuất thuốc và nhà thuốc; và hơn 34.250 cơ sở chăm sóc người nhiễm HIV/AIDS và cơ sở y tế các loại khác...[18][34][35]

- Giáo hội Công giáo sở hữu và điều hành khoảng 1/5 (25%) hệ thống giáo dục toàn cầu gồm: 67.848 nhà trẻ và trường mẫu giáo; 93.315 trường tiểu học; 42.234 trường trung học; hàng ngàn trường đại học, viện đại học và học viện trên khắp thế giới với số lượng lên tới hơn 50 triệu sinh viên.[19][20][35] Giáo hội Công giáo còn điều hành hàng trăm tổ chức và viện nghiên cứu cao cấp về các lĩnh vực khác nhau khắp thế giới, 01 viện hàn lâm khoa học và nhiều viện nghiên cứu sinh học, vật lý, thiên thể, vũ trụ, lượng tử, toán học, hóa học, hạt nhân...[35] Giáo hội Công giáo đã phát triển và đặt nền tảng cho hệ thống giáo dục đại học hiện đại bằng việc mở các trường đại học đầu tiên trên thế giới như Đại Học Bologna (thành lập năm 1088, là trường đại học đầu tiên trên thế giới và vẫn hoạt động đến ngày nay); Đại Học Paris (1150), Đại Học Oxford (1167); Đại Học Salerno (1173); Đại Học Vicenza (1204), Đại Học Cambridge (1209); Đại Học Salamanca (1218-1219); Đại Học Padua (1222); Đại Học Naples (1224); Đại Học Vercelli (1228); Đại Học La Sapienza (1303, là trường đại học có đông sinh viên nhất thế giới với gần 150.000 sinh viên), v.v.[19][20] Đến giữa thế kỷ XV (khoảng 70 năm trước khi thời kỳ Cải Cách), đã có hơn 50 trường đại học Công giáo trên toàn châu Âu.[19][20]

- Giáo hội Công giáo thiết lập nền tảng của hệ thống Pháp Luật và ngành Luật học. Vào đầu thế kỷ thứ 12, các giáo sĩ Công giáo đã tạo ra một bộ luật hoàn chỉnh và có tính khoa học đầu tiên trên thế giới mà trong đó tất cả điều khoản, các phần tương hợp với nhau trong một tổng thể chung.[19][20] Vào năm 1088, Giáo hoàng Urban II thể nghiệm ngành luật bằng cách cho thành lập Đại học Bologna với phân khoa luật, từ đó nghề luật nổi lên, và khái niệm như"tổ chức pháp nhân","cơ quan","tổ chức","cơ sở pháp lý","công ty","quỹ tín thác"... ra đời.[19][20] Và một loạt các nguyên tắc về luật học như tôn trọng quyền lợi các bên, bình đẳng trước pháp luật, luật pháp quốc tế, xét xử, bồi thẩm đoàn, lệnh đình chỉ bắt giam và việc bắt buộc phải chứng minh sự hồ nghi tội phạm vượt quá khả năng phạm tội... cũng được các tu sĩ Công giáo hình thành.[19][20] Đây chính là sự thành hình cho các ngành luật hiện đại.
- Giáo hội Công giáo điều hành một trong những tổ chức từ thiện lớn nhất hành tinh là Caritas. Caritas Quốc tế (Caritas Internationalis) là một hiệp hội của 164 tổ chức cứu trợ nhân đạo quốc tế và phục vụ phát triển xã hội do Giáo hội Công giáo Rôma điều hành, hoạt động tại hơn 200 quốc gia và vùng lãnh thổ trên toàn thế giới.[36] Caritas cùng với Cơ quan Cứu Trợ Nhân Đạo Liên Hợp Quốc (UNRRA) là hai tổ chức cứu trợ lớn nhất thế giới. Tại Việt Nam, Caritas được Hội đồng Giám mục Miền Nam Việt Nam thành lập ở cấp Trung ương vào năm 1965. Do biến động thời cuộc, tháng 6 năm 1976, Caritas Việt Nam bị Nhà nước Việt Nam yêu cầu phải giải thể. Với sự kiên trì của Hội đồng Giám mục Việt Nam, Caritas Việt Nam đã được tái lập vào ngày 2 tháng 7 năm 2008. Caritas Việt Nam đã tái hòa nhập làm một thành viên của Caritas Quốc tế, tuy nhiên, Chính phủ Việt Nam vẫn chưa cho phép để Caritas Quốc tế đặt chi nhánh ở Việt Nam.[37]

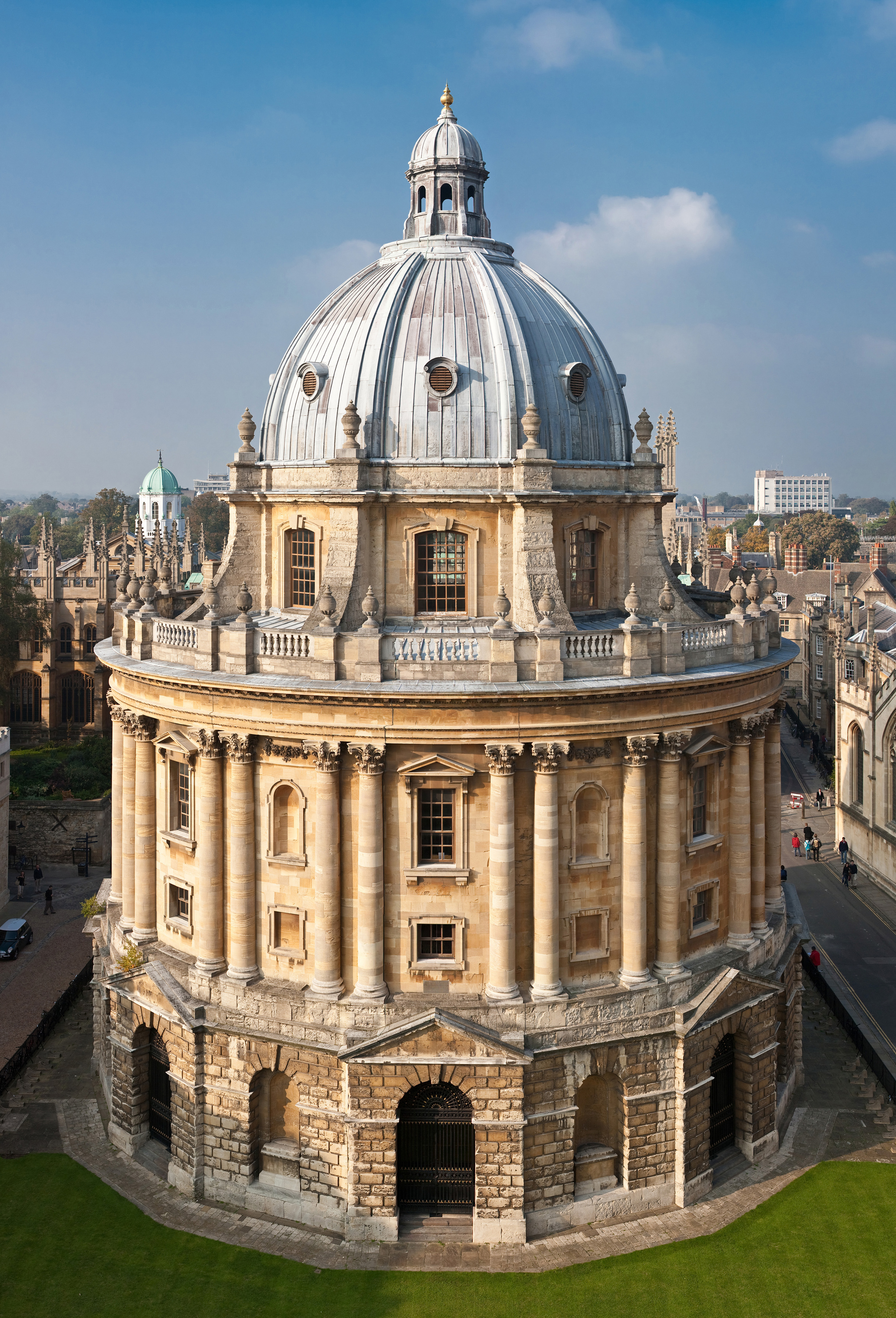
Viện Đại học Oxford lấy châm ngôn là Đức Chúa là Nguồn ánh sáng của tôi (tiếng Latinh: Dominus Illuminatio Mea) - Thánh vịnh 27:1, được Giáo hoàng Innôcentê IV trao hiến chương đại học qua sắc chỉ Querentes in agro năm 1254.

- Giáo hội Công giáo khởi xướng phong trào đề cao phụ nữ và nữ quyền. Trái với định kiến trọng nam khinh nữ vào thời xưa, Giáo hội đánh giá cao người phụ nữ và đã tôn vinh nhiều vị Thánh nữ, nâng một số Thánh nữ lên hàng Tiến sĩ Giáo hội, một tước hiệu cao quý chỉ được trao cho một vài vị Thánh lỗi lạc của Giáo hội Công giáo, và tỏ lòng quý trọng các nữ tu. Sở dĩ nữ tu không được làm linh mục trong Giáo hội là vì truyền thống do Chúa Giêsu đặt để chỉ chọn người nam làm linh mục, Giáo hội không có thẩm quyền sửa đổi truyền thống này. Nhiều phụ nữ đã để lại vết son trong sử sách Giáo hội như các Thánh nữ Hildegard von Bingen, Catarina thành Siena, Têrêsa thành Ávila, Têrêsa thành Lisieux, những người phụ nữ nổi bật trong lĩnh vực chính trị có thể kể đến Bertha xứ Kent, Hoàng hậu Matilda, Isabel của Aragón. Công giáo cũng mang đến cho nền văn minh con người nhiều nhà khoa học và giáo sư là phụ nữ đầu tiên trên thế giới như nữ giáo sư vật lý Italia Trotula ở Salermo trong thế kỷ 11, và nữ giáo sư vật lý Dorotea Bucca, người đã giữ ghế giáo sư y khoa trưởng tại Đại học Bologna, nữ triết gia Elena Lucrezia Piscopia, người phụ nữ đầu tiên trên thế giới nhận bằng tiến sĩ triết học (1678) và Maria Agnesi (1799), một triết gia, nhà giả kim học, nhà ngôn ngữ học và nhà toán học là người phụ nữ được Giáo hoàng Benedict XIV chỉ định trở thành giáo sư toán học đầu tiên tại Italia vào năm 1750.[19][20] Vào tháng 3 năm 2004, Mary Ann Glendon, giáo sư luật học tại Đại học Harvard, cựu Đại sứ Hoa Kỳ tại Tòa Thánh, chủ tịch Hội đồng Đạo đức Sinh học của tổng thống Mỹ được Giáo hoàng Gioan Phaolô II chỉ định làm Chủ tịch Viện Hàn Lâm Khoa Học Giáo hoàng và là người phụ nữ đầu tiên trên thế giới đảm trách chức vụ này;[38] trước đó vào năm 1995, Giáo hoàng Gioan Phaolô II cũng đã chọn bà là người đại diện Vatican tham dự Hội nghị Quốc tế về các Quyền của Phụ nữ tại Bắc Kinh (Trung Quốc) do Liên Hợp Quốc tổ chức.

Cũng như các Giáo hoàng trước, Lêô XIV là một học giả thần học uyên thâm và thông thạo nhiều ngôn ngữ như tiếng Đức, tiếng Ý, tiếng Tây Ban Nha, tiếng Anh, tiếng Pháp, tiếng Bồ Đào Nha và tiếng Latinh,...

- Giáo hội Công giáo kiến tạo và phong phú hóa các hệ thống ngôn ngữ căn bản của con người như tiếng Hy Lạp, Latinh và bảng chữ cái alphabet. Giáo hội cũng sáng tạo ra hệ thống chữ nổi Braille dành cho người mù. Vào năm 1784, Valentin Haüy, anh trai của Abbé Haüy, một linh mục Công giáo người Pháp, người phát minh ra tinh thể học, đã thành lập ngôi trường đầu tiên trên thế giới dành cho người mù mang tên Viện Khiếm thị Hoàng gia thanh thiếu niên tại Paris (ngày nay gọi là Viện Quốc gia người khiếm thị, INJA). Sinh viên nổi tiếng nhất của trường này, Louis Braille, vào học năm 1819, với sự hướng dẫn của Valentin Haüy đã phát triển một hệ thống chữ nổi cho người mù đọc mà ngày nay trên toàn thế giới hệ thống chữ Braille này mang tên ông.[19][20] Tại Việt Nam, vào thế kỷ 17, chữ Quốc ngữ được các nhà truyền giáo Dòng Tên người Bồ Đào Nha và Ý sáng chế, linh mục Alexandre de Rhodes là người điển chế hệ chữ viết này với việc in cuốn từ điển Việt–Bồ–La tại Roma năm 1651. Nhà truyền giáo Girolamo Maiorica viết các tác phẩm bằng chữ Nôm với lối văn xuôi gần gũi. Các sách vở Công giáo Hán Nôm tiếp tục được sử dụng phổ biến tại Việt Nam cho tới giữa thế kỷ 20.
- Giáo hội Công giáo sáng tạo và thiết lập niên lịch mà con người ngày nay sử dụng hằng ngày. Lịch được sử dụng như là một phần của hệ thống duy trì thời gian hoàn hảo mà trong đó ngày tháng và thời gian của một ngày cùng nhau chỉ ra các thời điểm theo thời gian. Bộ lịch được sử dụng rộng rãi nhất trên thế giới ngày nay là lịch Gregory, hay còn gọi là Dương Lịch. Bộ lịch này là tiêu chuẩn quốc tế đo lường thời gian và được sử dụng ở khắp thế giới cho các mục đích khác nhau, bao gồm cả Trung Quốc và Ấn Độ, vốn là những quốc gia trước đây sử dụng lịch khác. Lịch Gregory là bộ lịch do Giáo hoàng Grêgôriô XIII ban hành vào năm 1582 lấy mốc thời gian Chúa Giêsu sinh ra làm năm số 0, còn gọi là Công nguyên, và khoảng thời gian trước năm 0 gọi là trước Công nguyên (Before Christ), sau năm 0 gọi là sau Công nguyên (Anno Domini) và chia lại các thời kỳ của lịch sử con người. Bộ lịch này chia năm thành 12 tháng với 365 ngày, cứ mỗi chu kỳ hết 3 năm thì thêm một ngày vào cuối tháng 2 tạo thành năm nhuận.

## An ninh
Giáo hoàng được đánh giá là người được bảo vệ nghiêm ngặt nhất trên thế giới.
Theo Reuters, sau Hiệp ước Lateran được ký vào năm 1929 với phần quy định về đảm bảo an ninh cho Vatican và người đứng đầu Tòa Thánh, thì bên cạnh hơn 100 Vệ binh Thụy Sĩ luôn túc trực, Giáo hoàng còn được bảo vệ bởi khoảng 2000 nhân viên thuộc các cơ quan an ninh và phản gián như CIA, FBI, đặc nhiệm và mật vụ Italia, cảnh sát Italia, đội hiến binh Vatican, các đặc vụ gián điệp chìm... Khi ra nước ngoài công du, thì theo luật quốc tế, Giáo hoàng được bảo vệ bằng mọi giá bởi các cơ quan an ninh chuyên nghiệp nhất của quốc gia mà ông đến.
Giáo hoàng là một yếu nhân có khả năng quy tụ công chúng đông đảo hiếm thấy trên thế giới. Các buổi lễ do Giáo hoàng cử hành dù ở Vatican hay ở nước ngoài đều lôi kéo được một số lượng khổng lồ các tín hữu, các nguyên thủ quốc gia và ngoại giao đoàn đến tham dự dẫn đến những lo ngại về an ninh cực lớn đối với các giới chức. Thông thường một buổi lễ hay nghi thức phụng vụ ngoài trời do Giáo hoàng chủ sự có đến hàng trăm ngàn người cho tới nhiều triệu người tham dự tùy vào địa điểm tổ chức có thể quy tụ được số lượng bao nhiêu. Vào ngày 1 tháng 5 năm 2011, có hơn 2 triệu người, đông gấp đôi dân số thành phố Rôma, và 23 nguyên thủ quốc gia, 5 gia đình hoàng gia châu Âu đến Đền thờ Thánh Phêrô ở Vatican tham dự Lễ Phong Chân phước cho Giáo hoàng Gioan Phaolô II do Giáo hoàng Biển Đức XVI cử hành. Các kỳ Đại hội Giới trẻ Thế giới được tổ chức 3 năm một lần cũng là dịp Giáo hoàng quy tụ hàng triệu người trẻ khắp năm châu về tham dự, dẫn đến các công tác an ninh càng được thắt chặt. Tại lễ bế mạc Đại hội Giới trẻ Thế giới đầu tiên được tổ chức tại Á châu là ở Philippines vào tháng 1 năm 1995 đã có hơn 5 triệu người tham dự nghi thức do Giáo hoàng Gioan Phaolô II cử hành.
- An ninh cho các chuyến công du của Giáo hoàng

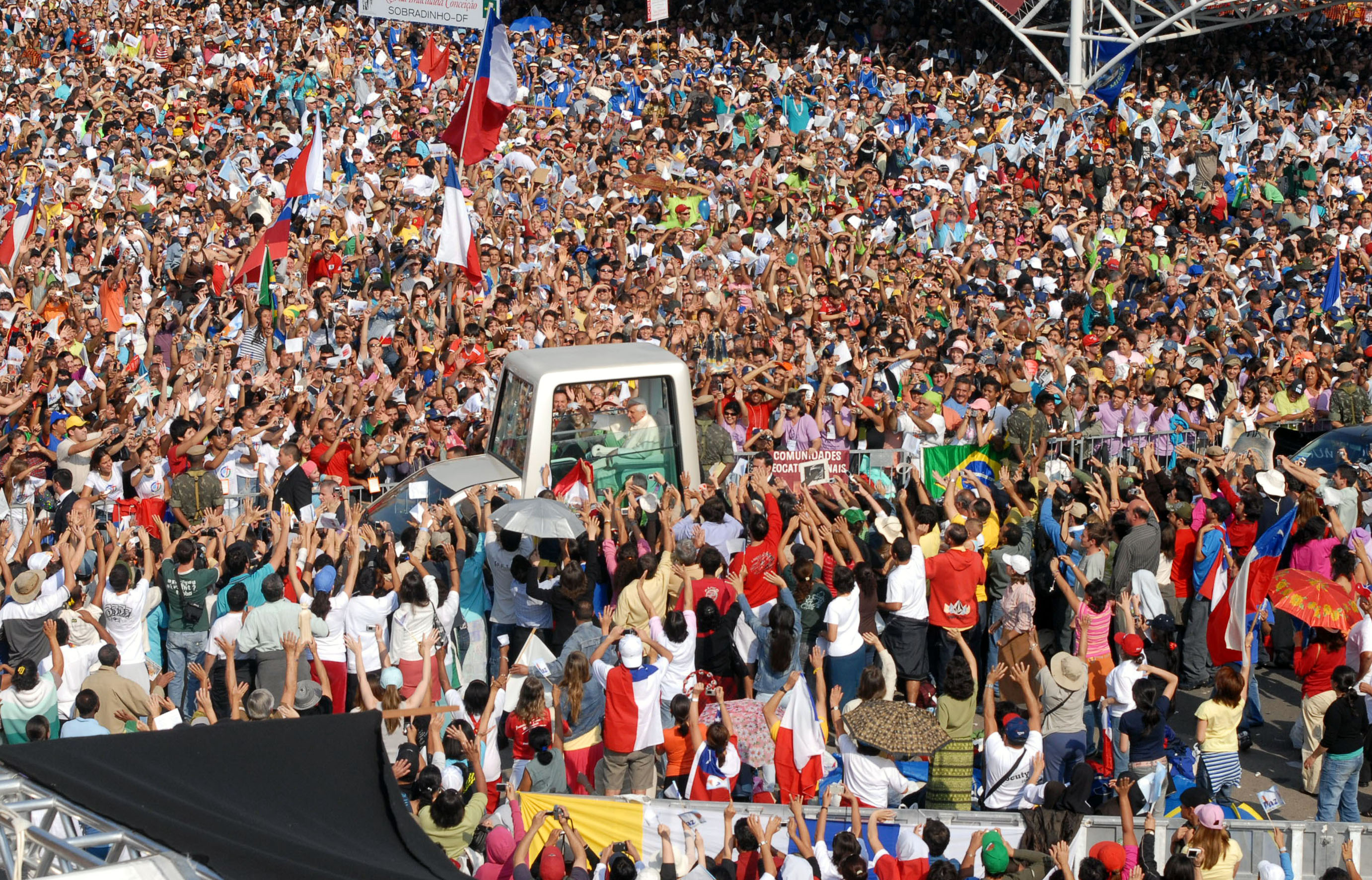
Hơn hai triệu người đổ ra đường chào đón Giáo hoàng Biển Đức XVI trong chuyến công du Brazil của ông vào tháng 5 năm 2007.

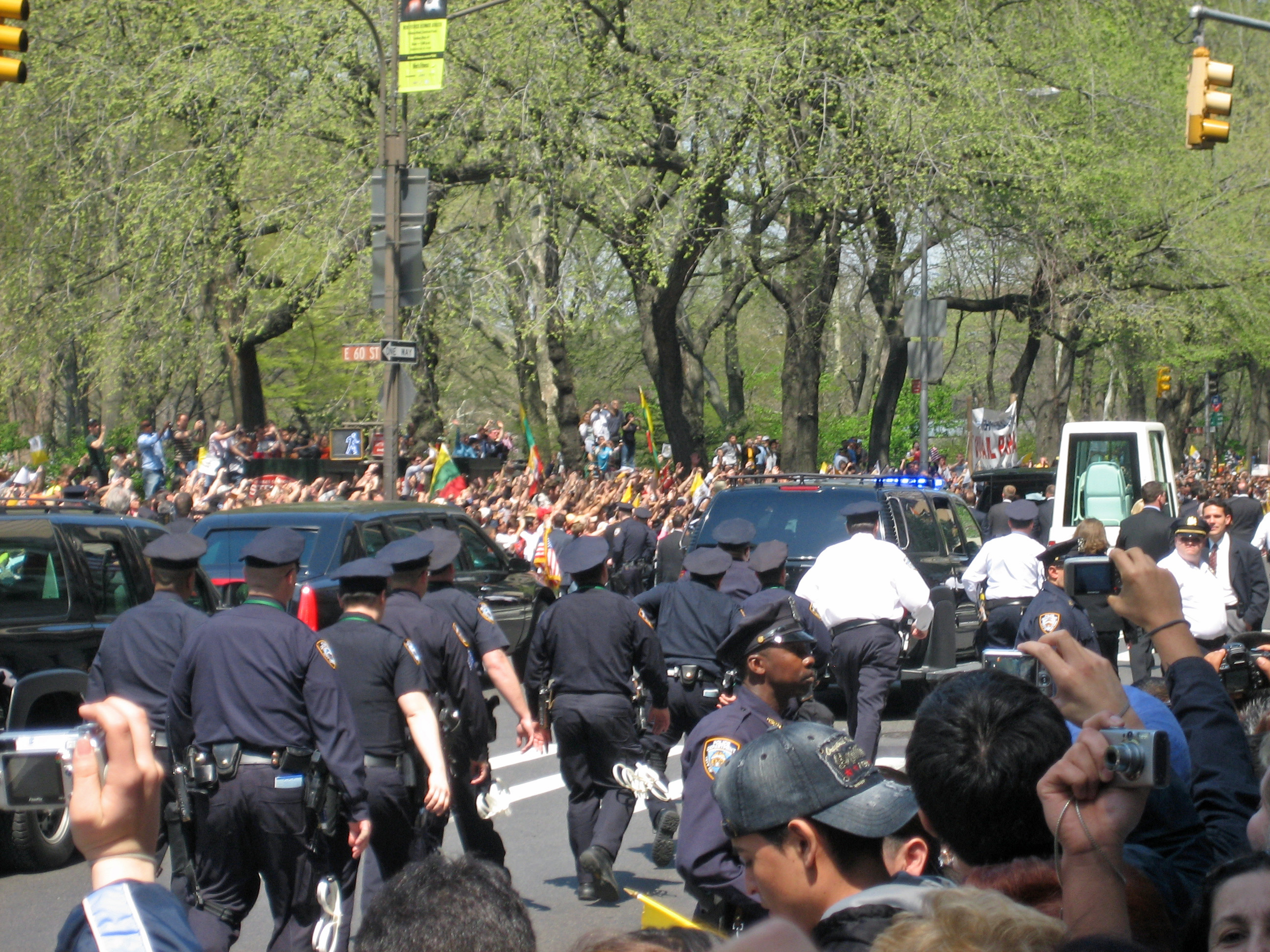
Cảnh sát và Mật vụ Hoa Kỳ hộ tống Giáo hoàng Biển Đức XVI trong chiếc Popemobile đi qua công viên Trung tâm ở New York, ngày 19 tháng 4 năm 2008.

Gần đây, như chuyến công du của Giáo hoàng Biển Đức XVI tới Israel vào tháng 5 năm 2009, quân đội nước này đã mở chiến dịch quân sự lớn chưa từng có trong lịch sử quốc gia mang tên"Chiếc Áo Choàng Trắng"(Operation White Cloak), huy động đến 80.000 nhân viên an ninh gồm mật vụ, đặc nhiệm, cơ động phản ứng nhanh, cảnh sát, binh sĩ thuộc quân đội và hàng chục ngàn nhân viên an ninh chìm, phản gián để bảo vệ người đứng đầu Tòa Thánh Vatican. Trong đó lên tới 60.000 sĩ quan cảnh sát, còn lại 20.000 là các nhân viên mật vụ, đặc nhiệm và quân đội. Trước đó, hai cuộc viếng thăm cấp nhà nước của hai tổng thống Mỹ là George W. Bush và Barack H. Obama vào năm 2008 đến Israel được quốc gia này bảo đảm an ninh lần lượt bằng 3.500 và 5000 nhân viên cảnh sát, nhỏ hơn khoảng 20 lần về quy mô so với an ninh dành cho Giáo hoàng Biển Đức XVI.
Trong chuyến công du vào tháng 4 năm 2008 của Giáo hoàng Biển Đức XVI tới Mỹ, để đảm bảo an toàn cho thủ lĩnh các tín đồ Công giáo, tổng thống George W. Bush lúc ấy đã huy động lực lượng an ninh lên mức cao nhất theo thang sự kiện quốc gia là 15.000 cảnh sát và mật vụ, ngang bằng với an ninh mà Lầu Năm Góc áp dụng để bảo vệ các kỳ họp Đại hội đồng Liên Hợp Quốc với sự tham dự của hàng trăm nguyên thủ quốc gia khắp thế giới và an ninh cho lễ nhậm chức của tổng thống Barack Obama.
Vào tháng 9 năm 2010, trong chuyến thăm chính thức Anh Quốc của Giáo hoàng, các giới chức chính phủ nước này cũng đã điều động một lực lượng an ninh hùng hậu lên đến gần 16.000 cảnh sát, mật vụ làm nhiệm vụ bảo vệ.
Thông thường, an ninh áp dụng để bảo vệ Giáo hoàng trong các chuyến đi ra khỏi Vatican hay công du nước ngoài được thắt chặt tối đa, bao gồm: Nhân viên nhiều bộ ngành được triển khai để phân tích tổng hợp các nguy cơ và ngăn chặn, đối phó với bất kỳ cuộc tấn công khủng bố nào. Một lực lượng cảnh sát khổng lồ mặc quân phục cũng như thường phục được bố trí trên khắp các đường phố. Chó nghiệp vụ được huy động để phát hiện bom. Cảnh sát phong tỏa toàn bộ giao thông và các tuyến đường, cấm mọi loại xe cộ đi lại trong những khu vực bán kính Giáo hoàng di chuyển bằng việc thiết lập"vùng đóng băng"ở các tuyến phố trung tâm. Phải có giấy phép hay vé tham dự và phải qua kiểm tra quét toàn thân trước khi được vào những nơi này. Hàng nghìn máy quay được thiết lập ở các góc đường và quảng trường. Các tay thiện xạ, bắn tỉa được bố trí trên các điểm cao. Trực thăng cảnh sát tuần tiễu trên trời trong không phận Giáo hoàng hiện diện hay đi ngang qua và thiết lập vùng cấm bay bằng các chiến đấu cơ phản lực tuần tra vùng trời, vùng biển. Cảnh sát cũng triển khai các hệ thống vũ khí đất đối không. Tại các bến cảng, cảnh sát thợ lặn tuần tra dọc các con sông và bên dưới mặt nước, tàu thuyền được trang bị súng máy. Chuẩn bị cho các tấn công bất ngờ bằng vũ khí hóa học và sinh học. Hệ thống y tế lưu động cũng được thiết lập trên quy mô lớn trong trường hợp xảy ra tấn công vào Giáo hoàng hoặc đám đông.
Một chuyến công du của Giáo hoàng phải mất tối thiểu hàng chục triệu đô la chi phí, và được coi là người tốn nhiều tiền nhất cho việc công du trên thế giới, hơn hẳn tổng thống các quốc gia hay các vua và nữ hoàng. Mỗi lần Giáo hoàng đi công du thì các cơ quan an ninh Vatican, và Bộ Nội vụ Italia phải phối hợp với các cơ quan an ninh nước chủ nhà để tính toán chuyến hành trình của Giáo hoàng trước đó nhiều tháng trời, thậm chí là nhiều năm. Các cơ quan này muốn có càng nhiều thời gian chuẩn bị càng tốt để hoạch định cho một chuyến đi nước ngoài như vậy của Giáo hoàng. Nhưng trong một số trường hợp đặc biệt, họ phải làm việc khẩn trương. Đó cũng là lý do mà Vatican cho duy trì một bộ phận nghiên cứu bảo vệ an ninh trên diện rộng, chuyên nghiên cứu và đánh giá những mối đe dọa toàn cầu.
- An ninh cho Lễ An táng và Đăng quang Giáo hoàng

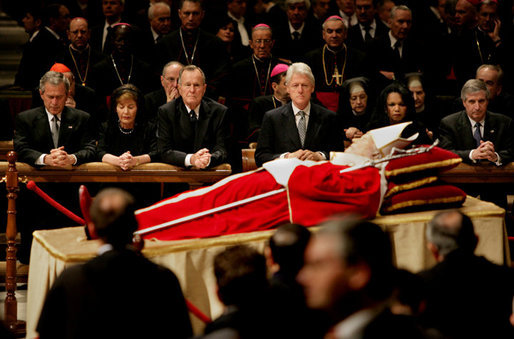
Từ trái sang: Tổng thống Mỹ George W. Bush, Đệ nhất phu nhân Laura Bush, các cựu tổng thống George H. W. Bush và Bill Clinton, Ngoại trưởng Mỹ Condoleezza Rice, Chánh văn phòng Nhà Trắng Andrew Card quỳ cầu nguyện trước linh cữu Giáo hoàng Gioan Phaolô II ở Vương cung thánh đường Thánh Phêrô tại Vatican, ngày 6 tháng 4 năm 2005.

Vào tháng 4 năm 2005, một sự kiện đảm bảo an ninh chưa từng có trong lịch sử hiện đại đã diễn ra tại Vatican. Thời điểm đó, có hơn 200 nguyên thủ quốc gia và phái đoàn ngoại giao khắp thế giới, 117 Hồng y bầu chọn Giáo hoàng mới, các nhà lãnh đạo các tôn giáo lớn trên thế giới và gần 5 triệu tín đồ Công giáo tuôn về Vatican dự Lễ An táng Giáo hoàng Gioan Phaolô II, lễ tang lớn nhất trong lịch sử loài người và quy tụ nhiều lãnh đạo thế giới nhất. Trong đó có nhiều gia đình hoàng gia khắp năm châu, nhiều vua chúa, nữ hoàng và các nhà quý tộc. Phái đoàn của Mỹ là rầm rộ nhất với 3 vị tổng thống George W. Bush, George H. W. Bush, Bill Clinton, ngoại trưởng Condoleezza Rice, đệ nhất phu nhân Laura Bush và Tổng thư ký Liên hiệp quốc Kofi Annan. Điều này khiến cho Hồng y Đoàn, có nhiệm vụ điều hành Vatican khi Giáo hoàng băng hà, lo ngại và yêu cầu sự giúp đỡ từ bên ngoài. Vì tang lễ của cố Giáo hoàng, cơ mật viện bầu Giáo hoàng mới và lễ đăng quang của tân Giáo hoàng sẽ biến Vatican thành mục tiêu của khủng bố.

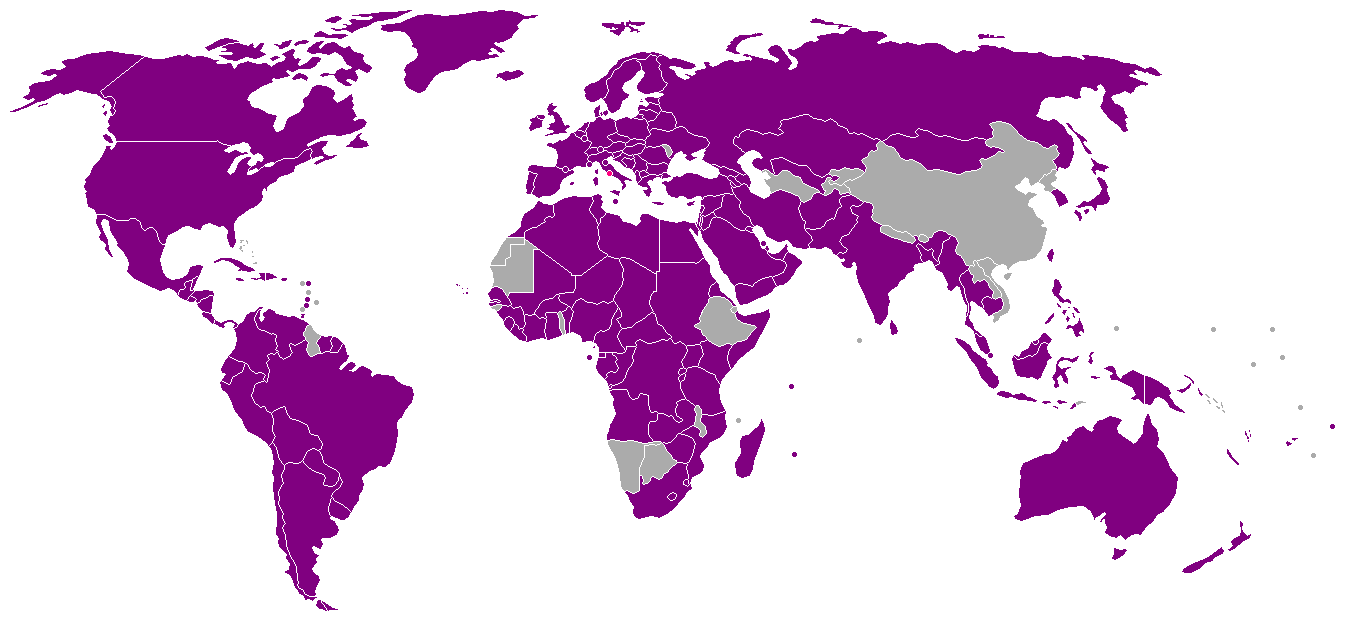
Bản đồ các quốc gia (màu tím) có nguyên thủ quốc gia, hoàng gia và phái đoàn ngoại giao chính thức đến dự tang lễ Giáo hoàng Gioan Phaolô II tại Vatican.

Trước tang lễ vào sáng thứ sáu ngày 8 tháng 4 năm 2005, NATO và không quân Italia (Aeronautica Militare Italiana) đã cho thiết lập vùng cấm bay trên không phận toàn thành phố Rôma và bán kính 5 dặm xung quanh đó. Các máy bay chiến đấu cường kích có gắn tên lửa hành trình và tên lửa không đối không cùng hệ thống tên lửa không đối đất của NATO được triển khai. Dưới mặt đất quân đội cũng lắp đặt các hệ thống tên lửa phòng thủ, bệ phóng tên lửa chống hạm và đất đối không xung quanh thành phố Vatican với sự cho phép miễn cưỡng của Hồng y Đoàn vì tình thế quá khẩn trương. Dọc bờ biển Địa Trung Hải, các tàu chiến của hải quân Italia (Marina Militare) được bố trí tuần tra ngày đêm cùng hệ thống tàu ngầm có ngư lôi tìm diệt và tên lửa hành trình. Trên các con sông bao bọc thành phố Rôma, cảnh sát tuần tra dày đặc bằng thuyền máy và canô, nhất là dòng sông Tiber huyền thoại chảy ngang qua Vatican. Hơn 1000 tay súng bắn tỉa được lệnh án ngữ mọi điểm cao và hỗ trợ cho hàng chục ngàn cảnh sát rà phá bom mìn trên đường phố. Các trực thăng chiến đấu và trinh sát cũng được huy động để quan sát, bảo vệ Rôma từ trên không. Rôma với 2 triệu người dường như quá tải bởi dòng người gấp 3 lần dân số của nó đổ về. Chiều hôm trước ngày lễ an táng, chính phủ đã cho đóng cửa 2 sân bay bận rộn nhất nước là sân bay quốc tế Leonardo da Vinci (Fiumicino) và sân bay quân sự Ciampino ở Rôma. Các tuyến tàu điện ngầm và xe buýt cũng bị buộc phải ngưng hoạt động đến hết lễ tang.
Những biện pháp an ninh trên cũng được áp dụng cho lễ đăng quang của Giáo hoàng Biển Đức XVI vào ngày 24 tháng 4 năm 2005.

## Quyền bính
Giáo hoàng với Triều thiên Ba tầng (Papal Tiara) tượng trưng cho việc cai quản, Thánh hóa, chăm sóc các tín hữu. Gậy Mục tử (Crosier) tượng trưng cho quyền bính. Dây pallium được làm bằng lông cừu để nói lên Giáo hoàng là chủ chiên lành thay Chúa Kitô vác chiên trên vai; nhẫn Ngư phủ (Ring of the Fisherman) trên mặt có hình Thánh Phêrô đang đánh cá. Khi Giáo hoàng băng hà thì nhẫn đó được Hồng y nhiếp chính đập vỡ đi để tránh giả mạo.

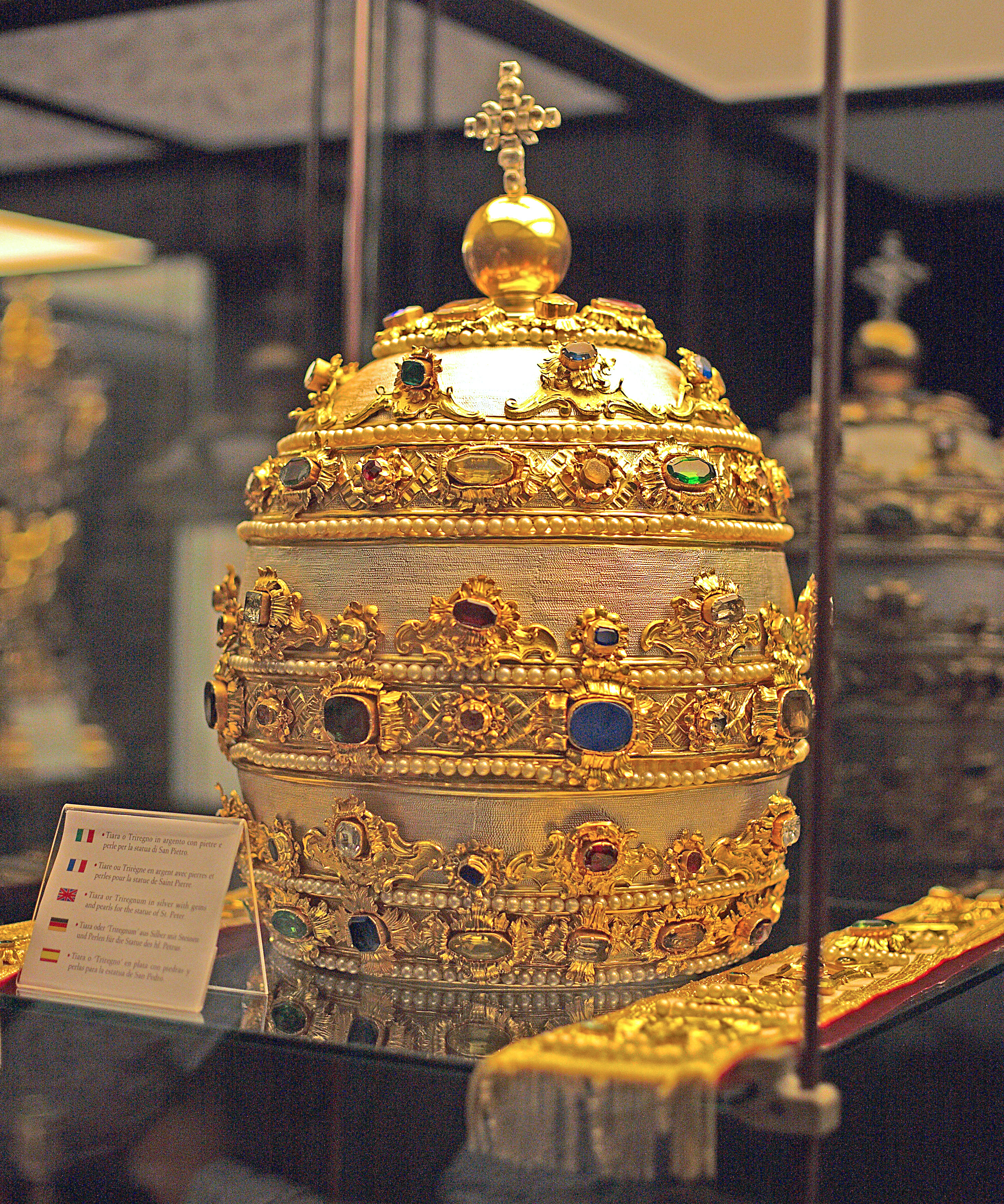
Triều thiên Ba tầng
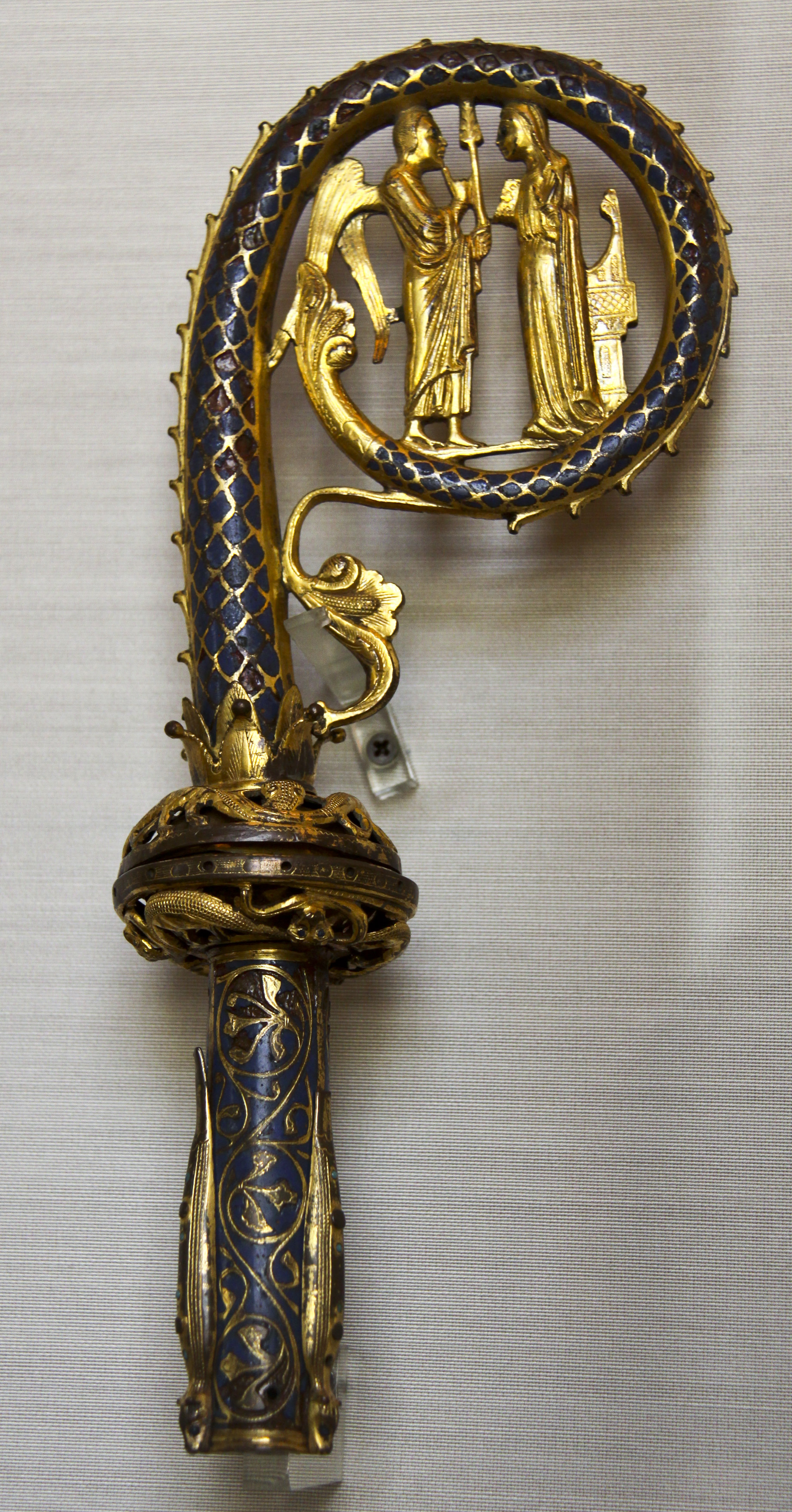
Gậy Mục tử
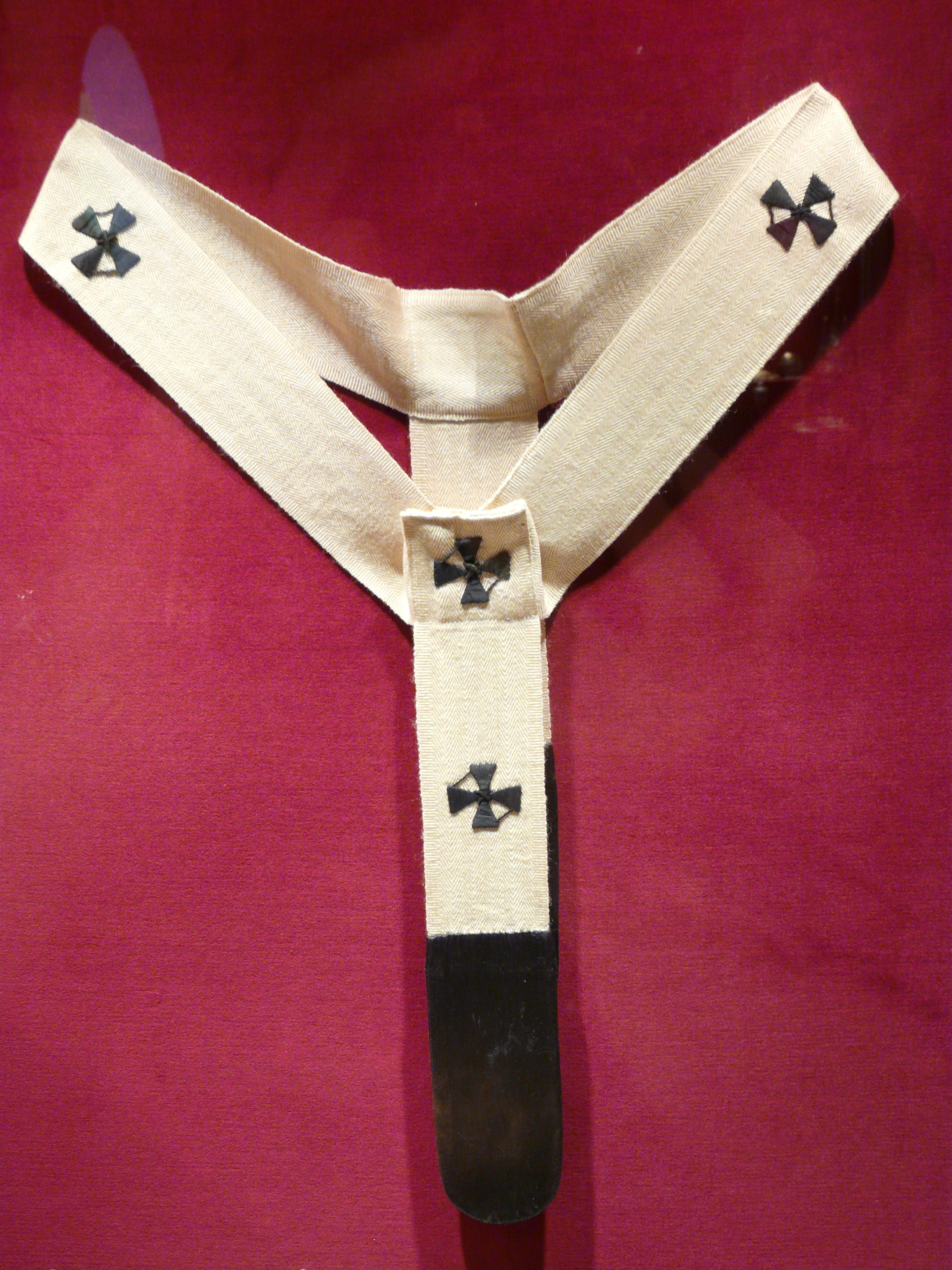
Dây pallium
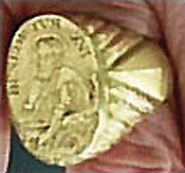
Nhẫn Ngư phủ

## Các biểu tượng và huy hiệu của Giáo hoàng
Mỗi triều đại Giáo hoàng đều có biểu tượng và huy hiệu riêng. Tuy nhiên, biểu tượng và huy hiệu của Tòa Thánh và Quốc gia Vatican thì chỉ có một.

Biểu trưng của Triều đại Giáo hoàng
Một kiểu huy hiệu đơn sắc của Tòa Thánh
Huy hiệu của Thành Quốc Vatican
Biểu trưng khi Tòa Thánh trống tòa, tức là khi không có Giáo hoàng
Quốc kỳ chính thức của Thành Quốc Vatican, còn được coi là cờ Tòa Thánh
Một phiên bản khác của cờ Tòa Thánh, còn được coi là cờ bán chính thức của Giáo hội Công giáo
Quốc kỳ Lãnh địa Giáo hoàng từ 1808 đến 1870
Một Quốc kỳ của Lãnh địa Giáo hoàng trước năm 1808

## Văn kiện của Giáo hoàng
Các Giáo hoàng phát biểu hoặc đưa ra các tài liệu theo từng loại để nhận biết với từng mức độ thẩm quyền và ảnh hưởng chung đến giáo hội. Các văn kiện đó phải bởi chính Giáo hoàng chứ không phải bởi một người trung gian nào ghi nhận.
- Tông Hiến (Constitutio Apostolica): là một loại văn kiện rất quan trọng, bao gồm những đạo luật sửa chữa, bổ sung hay làm mới do Giáo hoàng đưa ra. Tông hiến tác động rất lớn đối với hệ thống Giáo luật của Giáo hội và Pháp luật Thành Vatican.
- Tông Thư (Littera Apostolica): Là những lá thư kém quan trọng hơn so với Tông Hiến, chúng có thể được viết ra dựa trên một vấn đề có liên quan tới học thuyết (ví dụ: Thư của Giáo hoàng Gioan Phaolô II nhân dịp bắt đầu thiên niên kỷ thứ ba). Chúng cũng có thể thông báo một quyết định nào đó của Giáo hoàng, chẳng hạn như phong chân phước một người nào đó, nâng một nhà thờ nào đó lên thành Vương cung Thánh đường... nhưng nó mang nghĩa riêng tư.
- Tông Huấn (Exhortatio Apostolica): Văn kiện này tương tự như Tông Thư, nhưng chứa đựng nhiều những kết luận, những đường hướng, những chỉ dẫn của Giáo hoàng, sau khi đã suy xét vấn đề.
- Tông Dụ (Epistula Apostolica): Văn kiện hướng dẫn của Giáo hoàng dành cho những người cấp dưới thực hiện.
- Sắc lệnh (Decretum): là những quy tắc pháp lý được ban hành để giải quyết những vấn đề cấp bách, không có tính ổn định của Giáo hội, nhưng chưa phải là luật hoặc đang trong giai đoạn hình thành luật. Sắc lệnh gồm có tổng quát và riêng biệt (khi có đơn thỉnh cầu để xin một ân ban nào đó).
- Sắc chỉ (Bulla): là văn kiện bổ nhiệm các chức vụ trong giáo hội.
- Tự sắc (Motu Proprio): Văn kiện thể hiện ý kiến hoặc tư tưởng riêng của Giáo hoàng, không phải để trả lời cho một yêu cầu hay một ý kiến của người khác. Tình trạng hợp hiến do Giáo hoàng đó quyết định. Tự sắc thường không tác động đến Giáo luật hiện hành của Giáo hội.
- Thông Điệp (Epistula Encyclica): Những thông điệp ngắn gọn được viết hay được đọc ra, thường truyền đạt lời đón chào riêng của Giáo hoàng đến với các cá nhân hay các nhóm người. Nội dung thường là để cổ võ, khuyến khích đời sống đức tin, luân lý dựa trên những biến đổi của xã hội, thế giới.
- Tuyên bố Chung (Declaratio): Tức là tuyên bố chung của Giáo hoàng với một vị lãnh đạo của một tôn giáo khác có liên quan đến sự hiểu biết chung.
- Bài giảng: Tức là các bài giảng của Giáo hoàng về những đoạn Kinh Thánh tại Thánh Lễ.
- Buổi Tiếp kiến: Buổi Tiếp kiến Chung của Giáo hoàng dành cho dân chúng, diễn ra vào Thứ Tư hằng tuần, tại Quảng trường Thánh Phêrô hoặc một địa điểm nào đó tại Vatican như Đại Thính Đường Phaolô VI. Các bài diễn thuyết của Giáo hoàng khi tiếp kiến chung thường phản ánh tình hình thời đại. Buổi Tiếp kiến Riêng của Giáo hoàng dành những cá nhân hay các nhóm. Chủ đề các bài nói chuyện lúc này tương ứng, thích hợp với khách mời. Ví dụ, vấn đề về y học đối với một nhóm các bác sĩ; hay tình hình thế giới với các nguyên thủ quốc gia, các nhà ngoại giao; những giảng dạy và những thủ tục của Giáo hội đối với các Giám mục, viên chức của Giáo triều Rôma. Các buổi tiếp kiến dạng này thường diễn ra tại Sảnh Đường Công Nghị, Điện Tông Tòa hoặc Đại Thính Đường Phaolô VI.
- Diễn Thuyết: Các văn kiện của Giáo hoàng bên ngoài phạm vi của Thánh Lễ hay bên ngoài của những buổi tiếp kiến, có thể khi Giáo hoàng đến thăm một nơi nào đó.

## Các Giáo hoàng ở ngôi dài nhất

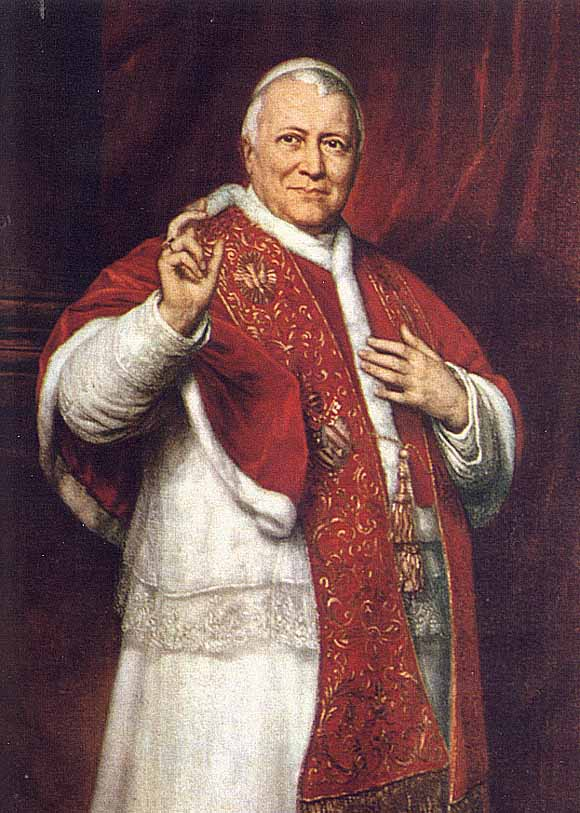
Piô IX, không tính Thánh Phêrô, ông được coi là vị giáo hoàng có thời gian trị vì dài nhất

Danh sách các Giáo hoàng có thời gian trị vì dài nhất được xác định từ các tài liệu lịch sử được thống kê như sau:
1. Piô IX (1846-1878): 31 năm, 7 tháng và 23 ngày (11.560 ngày).
2. Gioan Phaolô II (1978-2005): 26 năm, 5 tháng và 18 ngày (9665 ngày).
3. Lêô XIII (1878-1903): 25 năm, 5 tháng và 1 ngày (9.281 ngày).
4. Piô VI (1775-1799): 24 năm, 6 tháng và 15 ngày (8.962 ngày).
5. Adrian I (772-795): 23 năm, 10 tháng và 25 ngày (8.729 ngày).
6. Piô VII (1800-1823): 23 năm, 5 tháng và 7 ngày (8.560 ngày).
7. Alexander III(1159-1181): 21 năm, 11 tháng và 24 ngày (8.029 ngày).
8. Sylvester I (314-335): 21 năm, 11 tháng và 1 ngày (8.005 ngày).
9. Lêô I (440-461): 21 năm, 1 tháng, và 13 ngày (7.713 ngày).
10. Ubanô VIII (1623-1644): 20 năm, 11 tháng và 24 ngày (7.664 ngày).

Mặc dù một số tài liệu cho rằng Thánh Phêrô trị vì trong khoảng 30 năm (sau 29 - 64? / 67?) nhưng tính cho đúng thì những tài liệu này thiếu chính xác nên tên của ông không được liệt kê ở đây.

## Các Giáo hoàng ở ngôi ngắn nhất
Bên cạnh đó có những Giáo hoàng có thời gian trị vì rất ngắn chưa tới một tháng. Vì vậy, nếu triều đại của một Giáo hoàng được bắt đầu vào ngày 1 tháng 8 và qua đời vào ngày 2 tháng 8, thì triều đại của vị Giáo hoàng này sẽ được tính là 2 ngày.
1. Ubanô VII (15 tháng 9 - 27 tháng 9 năm 1590): 13 ngày, mất trước khi đăng quang.
2. Boniface VI (tháng 4 năm 896): 16 ngày.
3. Celestine IV (25 tháng 10 - 10 tháng 1 1241): 17 ngày.
4. Theodore II (tháng 12 năm 897): trong 20 ngày.
5. Sisinnius (15 tháng 1 - 4 tháng 2 năm 708): 21 ngày.
6. Marcellus II (9 tháng 4 -1 tháng 5 năm 1555): 22 ngày.
7. Đamaxô (17 tháng 7 - 9 tháng 8 năm 1048): 24 ngày.
8. Piô III (22 tháng 9 - 18 tháng 10 năm 1503): 27 ngày.
9. Lêô XI (1 tháng 4 - 27 tháng 4 năm 1605): 27 ngày.
10. Biển Đức V (22 tháng 5 - 23 tháng 6 năm 964): 33 ngày.
11. Gioan Phaolô I (26 tháng 8 - 28 tháng 9 năm 1978): 33 ngày.

Stêphanô (23 tháng ba - 26 tháng ba, 752) mất đột ngột sau khi được bầu làm Giáo hoàng ba ngày, và trước khi được tấn phong làm Giám mục. Ông đã không được công nhận là Giáo hoàng hợp lệ nhưng đã được thêm vào danh sách ''Catholic encyclopedia'' với tông hiệu là Stêphanô II. Chính điều này đã gây khó khăn cho việc liệt kê các Giáo hoàng có tên Stêphanô sau đó. Tên của ông đã bị loại bỏ khỏi danh sách các Giáo hoàng do nghị quyết của Vatican vào năm 1961.

## Các Tước hiệu của Giáo hoàng
Giáo hoàng có nhiều danh xưng khác nhau. Các tước hiệu chính thức của Giáo hoàng theo thứ tự xuất hiện trong Annuario Pontificio (Niên giám Tòa Thánh) là:
Giám mục Rôma, Đại diện Chúa Kitô, Đấng kế vị thủ lĩnh các Tông đồ, Thượng Giáo chủ của Giáo hội Hoàn vũ, Giáo trưởng Italia, Tổng Giám mục và Đô thành trưởng Giáo tỉnh Rôma, Quốc vương Vatican, Tôi tớ các tôi tớ của Thiên Chúa.
Ngoài ra, Bộ Giáo Luật (x. Canon 331) còn ghi những danh xưng khác như:
- Giáo chủ Rôma (Romanus Pontifex, The Roman Pontiff)
- Thủ lĩnh của Giám mục Đoàn (Caput Collegii, Head of the College of Bishops)
- Thượng phụ Tây Phương (Patriarch of the West)

Tước hiệu"Giáo hoàng"cũng được sử dụng. Khi ký tên trong các văn kiện, Giáo hoàng thường dùng dạng tắt của"Papa"là"PP."đứng trước số, chẳng hạn"Benedictus PP. XVI"(Giáo hoàng Biển Đức XVI).

## Các Giáo hoàng
Giáo hoàng đầu tiên của Giáo hội Công giáo Rôma là Thánh Phêrô, tông đồ trưởng của Chúa Giêsu. Giáo hoàng đương nhiệm là Giáo hoàng Lêô XIV, người kế vị giáo hoàng Phanxicô sau khi ông qua đời.